# Avengers : L'Équipe des super-héros
Wolverine et les X-Men
Avengers : L'Équipe des super-héros (The Avengers: Earth's Mightiest Heroes) est une série télévisée d'animation américaine en 52 épisodes de 22 minutes développée par Ciro Nieli, Joshua Fine et Christopher Yost d'après le comics créé par Stan Lee et Jack Kirby et diffusée entre le 20 octobre 2010 et le 11 novembre 2012 sur Disney XD.
Au Québec, la série a été diffusée à partir du 4 mars 2011 sur Télétoon et en France, à partir du 25 juin 2011 sur France 4.
Elle est arrêtée au bout de deux saisons afin de laisser la place à une nouvelle série, Avengers Rassemblement, qui débute en 2013 et dont le style est plus proche de l'univers cinématographique Marvel.

## Synopsis
Les plus dangereux super-vilains se sont échappés des prisons les mieux gardées comme la Voûte. Pour leur faire face, cinq des plus puissants super-héros de la terre forment une alliance qui combattra le mal : ce sont les Vengeurs,.
À leur tête on retrouve l'ingénieur de génie Tony Stark, accompagné de l'Homme-fourmi, du dieu Thor, de Hulk et de Janet Van Dyne. Ils seront rejoints plus tard par Captain America, Œil-de-faucon et le mystérieux T'Challa, alias la Panthère noire,.

## Distribution
- Iron Man / Tony Stark (VFB : Michelangelo Marchese) : Eric Loomis
- Thor (VFB : Mathieu Moreau) : Rick D. Wasserman
- Hulk / Dr Bruce Banner (VFB : Claudio Dos Santos) : Fred Tatasciore
- Ant-Man / Giant-Man / Dr Henry « Hank » Pym / Yellowjacket (VFB : Bruno Mullenaerts) : Wally Wingert
- Captain America / Steve Rogers (VFB : Patrick Brüll) : Brian Bloom
- la Guêpe / Janet van Dyne (VFB : Prunelle Rulens) : Colleen O'Shaughnessey
- Œil-de-faucon / Clint Barton (VFB : Sébastien Hébrant) : Chris Cox
- la Panthère noire / T'Challa (VFB : Antoni Lo Presti) : James C. Mathis III
- Jarvis (VFB : David Manet) : Phil LaMarr
- Nick Fury (VFB : Erwin Grünspan) : Alex Désert

- Version française :
  - Société de doublage : Dubbing Brothers (Bruxelles)
  - Direction artistique : Aurélien Ringelheim
  - Adaptation des dialogues : Ilana Castro

## Production

### Fiche technique
- Titre original : The Avengers: Earth's Mightiest Heroes
- Titre français : Avengers : L'Équipe des super-héros
- Création : Ciro Nieli, Joshua Fine et Christopher Yost
- Réalisation : Ciro Nieli et Frank Paur
- Scenario : Christopher Yost
- Musique : David Ari Leon
- Casting : Jamie Simone (en)
- Production : Dana C. Booton
- Production exécutive : Simon Philips, Eric S. Rollman, Jeph Loeb, Joshua Fine, Leanne Moreau
- Coproduction déléguée : Joe Quesada & Stan Lee
- Sociétés de production : Marvel Animation, Film Roman
- Pays d'origine :  États-Unis
- Langue originale : anglais
- Genre : super-héros
- Nombre de saisons : 2
- Nombre d'épisodes : 52
- Durée : 22 minutes

### Diffusion internationale
Aux États-Unis, la série est diffusée du 20 octobre 2010 au 11 novembre 2012 sur Disney XD.
Au Québec, elle est diffusée à partir du 4 mars 2011 sur Télétoon.
En France, elle est diffusée à partir du 25 juin 2011 sur France 4.

## Épisodes

### Première saison (2010-2011)
1. La naissance d'Iron Man (Iron Man is Born)
2. Thor le foudroyant (Thor the Mighty)
3. Le retour de Hulk (Hulk vs the World)
4. Rencontre avec Captain America (Meet Captain America)
5. Le métal secret (The Man in the Ant Hill)
6. Le grand cataclysme [1/2] (Breakout, Part 1)
7. Le grand cataclysme [2/2] (Breakout, Part 2)
8. L'union fait la force (Some Assembly Required)
9. Le retour de Captain America (Living Legend)
10. La naissance de Wonder Man (Everything is Wonderful)
11. La quête de la Panthère Noire (Panther's Quest)
12. La menace Gamma [1/2] (Gamma World, Part 1)
13. La menace Gamma [2/2] (Gamma World, Part 2)
14. Le complot maléfique (Masters of Evil)
15. L'arrivée des Krees (459)
16. Nom de code : Veuve Noire (Widow's Sting)
17. Futur en péril (The Man Who Stole Tomorrow)
18. Le Conquérant (Come the Conqueror)
19. Kang le conquérant (The Kang Dynasty)
20. L'arme de Malekith (The Casket of Ancient Winters)
21. AIM contre Hydra (Hail, Hydra!)
22. Le pacifiste (Ultron-5)
23. La faille (The Ultron Imperative)
24. La pierre magique (This Hostage Earth)
25. Le plan machiavélique de Loki (The Fall of Asgard)
26. La bataille des Humains et des Asgardiens (A Day Unlike Any Other)

### Deuxième saison (2011-2012)
1. L'étrange plan de Fatalis (The Private War of Doctor Doom)
2. Seul contre AIM (Alone Against A.I.M.)
3. L'heure de la vengeance (Acts of Vengeance)
4. Bienvenue dans l'Empire Kree (Welcome to the Kree Empire)
5. Ne m'appelez plus "L'Homme-fourmi" (To Steal an Ant-Man)
6. Les Gardiens de la Galaxie (Michael Korvac)
7. À qui se fier ? (Who Do You Trust?)
8. La ballade de Beta Ray Bill (The Ballad of Beta Ray Bill)
9. L'enfer rouge (Nightmare in Red)
10. Prisonnier de guerre (Prisoner of War)
11. Infiltration (Infiltration)
12. Invasion secrète (Secret Invasion)
13. Piégés sous la ville (Along Came a Spider…)
14. Vision d'horreur (Behold…The Vision!)
15. La force intérieure (Powerless)
16. Attaque sur la 42 (Assault on 42)
17. Ultron à l'infini (Ultron Unlimited)
18. Le Pourpoint Jaune (Yellowjacket)
19. L'empereur Stark (Emperor Stark)
20. Code rouge (Code Red)
21. Winter Soldier (Winter Soldier)
22. L'homme le plus dangereux du monde (The Deadliest Man Alive)
23. Les nouveaux Vengeurs (New Avengers)
24. Opération tempête galactique (Operation Galactic Storm)
25. Les Krees qui tuent (Live Kree or Die)
26. Tous ensemble ! (Avengers Assemble!)

## Personnages

### Les Vengeurs

#### Membres fondateurs
- Iron Man (Anthony « Tony » Stark) : homme d’affaires et ancien fabricant d’armes. Tony est un homme volontiers vantard et enjoué, doublé d’un constructeur hors-pair et d’un inventeur de génie (l’invasion de Kang le Conquérant montre également la formidable capacité d’adaptation de Tony aux technologies étrangères et aux situations urgentes). Toujours aidé dans ses combats par l’intelligence artificielle J.A.R.V.I.S. et par les nombreuses capacités de ses armures[6], c’est sur son initiative que cinq héros forment la première version des Vengeurs. Il devient d’ailleurs le chef de l’équipe rapidement après. Ses origines sont partiellement racontées dans La naissance d'Iron Man[7], où il combat l’HYDRA qui lui a dérobé sa technologie pour créer ses armes. Tony se confronte également au S.H.I.E.L.D., dont les armures de combat sont directement inspirées de sa technologie… ce qu’il ne supporte pas, considérant que son œuvre a été détournée pour servir d’arme de guerre. C’est lui qui construit la technologie du Manoir des Vengeurs et créé leur vaisseau, le « Quinjet », dans l’épisode L’union fait la force. On apprend dans Le retour de Captain America que son père, Howard Stark, a connu (et beaucoup admiré) Captain America durant la Seconde Guerre mondiale. Dans Futur en péril, le Captain considère qu’il ne sait pas se battre au corps à corps sans son armure et décide de l’entraîner (ce que Tony n’apprécie que moyennement).
Dans A qui se fier?, il apprend qu’un espion des Skrulls est infiltré chez les Vengeurs. Il fait part de sa découverte à ses équipiers et se met à soupçonner Œil-de-Faucon, ce qui divise les héros en parties rivales. Ne faisant plus confiance à personne, Tony quitte l’équipe, réduisant les Vengeurs à quatre membres : Captain America (le véritable Skrull infiltré), la Guêpe, Hulk et Œil-de-Faucon. Enfermé dans sa villa durant plusieurs semaines, Tony tente de trouver la trace des Skrulls infiltrés… en vain. Il reçoit alors la visite du Docteur Fatalis, qui lui apprend alors comment démasquer les Skrulls. Tony utilise alors sa technologie et rejoint ses amis pour vaincre l’armée des envahisseurs.
Dans L'empereur Stark, il est soumis à la volonté de l’Homme-pourpre, qui parvient à soumettre le monde grâce à la technologie de Stark Industries. Tony tente de résister, mais n’y parvient pas. Lorsque l’Homme-pourpre est vaincu, Tony se plie en quatre pour se rattraper, tout en sachant que son ennemi a puisé dans ses désirs les plus profonds, ce qui le met très mal à l’aise.
Dans Tous ensemble !, il laisse sa place de chef à Captain America, mieux placé pour diriger la résistance contre l’attaque de Galactus sur la Terre.
- Hulk (Bruce Banner) : scientifique spécialiste des rayons gammas. Il a été irradié par une explosion et est condamné à se transformer en une créature surpuissante, Hulk, chaque fois qu’il se met en colère. Perçu comme une menace, Bruce est sans arrêt traqué par l’armée et se force à contenir Hulk en lui. Son accident a eu apparemment lieu plusieurs années avant le début de la série[8] et sa vie s’est transformé rapidement en drame. En effet, bien que ses colères soient dévastatrices, Hulk tente réellement de protéger les gens lorsqu’il combat d’autres créatures, telles que l’Abomination ou l’Homme-absorbant, et ne reçoit aucune reconnaissance, étant sans cesse vu comme un monstre par la population.
Capturé par les agents du S.H.I.E.L.D. Œil-de-Faucon et la Veuve noire, Banner est emprisonné dans le Cube où son ami, le docteur Leonard Samson, tente de l’aider et de trouver un remède contre Hulk. Sentant venir une menace, il tente de prévenir Samson, mais n’est pas écouté. Les événements lui donneront raison peu après lorsqu’une évasion massive survient dans la prison. Il libère alors Hulk pour sauver Leonard, blessé par une explosion et le met en sécurité. Banner et Hulk arrivent ensuite à un accord : Bruce laisse le contrôle à son alter ego vert et ne cherche pas à redevenir humain… à condition que Hulk se joignent à d’autres héros pour combattre le super-vilain Graviton. Son intervention s’avère décisive pour la victoire des héros, qui le voit désormais comme un allié et empêchent l’armée de l’enfermer à nouveau.
Intégré aux Vengeurs, Hulk se montre, dans un premier temps, susceptible et introverti, ce qui le fait entrer en conflit avec Thor, son nouveau coéquipier. Dans L’union fait la force, Amora, connue sous le nom de l’Enchanteresse, manipule Hulk pour qu’il se retourne contre ses alliés, lui faisant croire qu’ils l’enfermeront dès qu’ils n’auront plus besoin de lui. Hulk se met alors à combattre les héros, mais, convaincu de son erreur par l’esprit de Banner toujours présent dans sa tête, il revient prêter main-forte aux Vengeurs, confronté à la puissance d’Amora. Malgré la victoire des héros, Hulk décide de démissionner et quitte New York. Il se réfugie dans les étendues glacées du Pôle, où il déchaine sa colère et libère, sans le savoir, Captain America.
Dans La menace Gamma [2/2], les Vengeurs tombent dans un piège du Leader (un vieil ennemi de Hulk) et, irradiés par des rayons gammas, se transforment en monstres au service du criminel. Hulk est alors retrouvé au Canada par Œil-de-Faucon, qui le sauve d’un assaut de militaires et qui parvient à lui faire retrouver sa forme humaine, dans l’espoir de sauver les Vengeurs et arrêter le Leader. Grâce à sa science, Bruce localise le Leader et met au point un moyen de le stopper, puis se retransforme en Hulk. Il combat alors trois de ses plus puissants ennemis (le Leader, l’Abomination et l’Homme-absorbant) et sauve les héros. Réconcilié avec les Vengeurs, il accepte de réintégrer l’équipe aux côtés d’Œil-de-Faucon. Hulk devient alors plus complice avec Thor, la Guêpe et Barton et développe du respect et une véritable amitié pour eux.
Dans A qui se fier?, les Vengeurs se divisent en apprenant l’infiltration de Skrulls parmi eux. Hulk est un des seuls à rester dans l’équipe avec la Guêpe, Œil-de-Faucon et Captain America. Il est toutefois arrêté peu après dans L'enfer rouge, après l’apparition du « Hulk rouge », une version maléfique de lui-même employé par un commanditaire mystérieux. Accusé des crimes de son ennemi, Hulk est capturé par le général Ross (pour le plus grand plaisir de ce dernier) et accepte de se rendre sur les conseils de Captain America (en réalité l’espion Skrull recherché par Iron Man).
Après l’invasion Skrull et la victoire des héros, le Président des États-Unis en personne fait libérer Hulk (pour la plus grande colère de Ross), étant donné qu’il a été manipulé par un faux Captain et qu’il était innocent des crimes qu’on lui reproche. Mais le Titan vert est à nouveau manipulé et combat les Vengeurs, convaincu qu’ils l’ont trahi. Les héros reçoivent alors l’aide du Hulk rouge, qui arrête Banner. Le Hulk rouge est ainsi introduit chez les Vengeurs, malgré la méfiance de Captain America, qui se met à enquêter et suspecte bientôt son nouveau coéquipier de ne pas être celui qu’il prétend. Décidé à ne pas abandonner son ami, Steve libère Hulk avec l’aide de la Guêpe et les deux héros trouvent un implant dans son crâne. Ils le détruisent et libèrent ainsi Hulk, qui se réconcilie avec eux. Le Hulk rouge est alors démasqué et accusés d’avoir provoqué les crises de Hulk en se servant de l’implant.
Après un combat acharné, les Vengeurs et Hulk triomphent de leur ennemi et découvrent qu’il s’agissait en réalité du général Ross. Malgré cette victoire et sa réhabilitation, Hulk décide de ne pas réintégrer l’équipe, tout en se tenant prêt à les aider en cas de besoin (ce qu’il fera au cours de l’invasion de Galactus).
- Thor : dieu du tonnerre originaire d’Asgard. Armé de Mjolnir, son puissant marteau[9], Thor peut commander la foudre, voler et possède une force surhumaine. Il est venu sur Terre (qu’il appelle « Midgard »[10]) et s’est pris d’affection pour la planète et ses habitants, les humains (en particulier la belle Jane Foster), voyant en ce nouveau monde une occasion de changer les choses, ce qu’il ne peut pas faire sur Asgard selon lui.
Dans Thor le foudroyant, il arrête les Démolisseurs et se rend ensuite sur Asgard, assiégée par son frère félon Loki et les Géants des Glaces. Il entre aussi en conflit avec son père, Odin, le maître d’Asgard, qui lui reproche de passer trop de temps sur Terre et de négliger ses obligations à son royaume natal.
Se joignant à des héros terriens (Iron Man, Hulk, la Guêpe et l’Homme-fourmi) pour stopper le super-vilain Graviton, il devient membre fondateur des Vengeurs et s’installe au Manoir des Vengeurs peu après. Malgré des débuts difficiles avec son nouveau colocataire Hulk (notamment lorsque le Titan vert est manipulé par l’Enchanteresse), le dieu du tonnerre apprend à l’apprécier au fil du temps et finit par le considérer comme un ami fidèle et un véritable guerrier. Thor a du mal à comprendre les technologies humaines, qu’il voit comme responsable de beaucoup de malheurs, ce qui le met parfois en désaccord avec Iron Man.
Il meurt tué par Ultron dans Le pacifiste mais est sauvé par son ennemie l’Enchanteresse, qui l’emmène dans un monde paisible pour vivre avec lui. Amora tente d’effacer ses souvenirs pour le manipuler, mais Thor reprend le contrôle de son esprit et ordonne à la sorcière de le ramener sur Terre. Cette dernière, bien que furieuse, s’exécute et permet à Thor d’aider les Vengeurs à vaincre le robot.
Il a un rôle important lors du coup d’état de Loki sur Asgard dans Le plan machiavélique de Loki : emprisonné par le dieu de la tromperie et condamné à mort, Thor est sauvé par les Vengeurs, alliés aux guerriers d’Asgard, qui mettent fin au règne de Loki et libèrent Odin. Ce dernier se réconcilie avec Thor et le dieu du tonnerre décide de rester sur Asgard durant quelque temps.
Malgré tout, il s’inquiète pour les humains et hésite à rentrer sur Terre, pensant également à Jane Foster qui l’attend à New York. Toutefois, il se retrouve bientôt occupé par l’évasion du démon Surtur, vieil ennemi d’Odin, qui a quitté sa cellule, menaçant à nouveau Asgard. Son père étant encore faible, Thor décide de prendre les choses en main et traque Surtur lui-même. Dans cette aventure, il rencontre Beta Ray Bill, un guerrier Korbinite, qui devient son allié et frère, s’étant montré capable de soulever Mjolnir et l’ayant aidé face aux sbires de Surtur.
Thor revient finalement sur Terre dans Invasion secrète et aide les Vengeurs à enrayer l’invasion des Skrulls, reprenant ainsi sa place dans l’équipe.
- Pourpoint Jaune/L’Homme-fourmi[11] (Henry « Hank » Pym) : génie scientifique travaillant avec le S.H.I.E.L.D., pour qui il a conçu le Grand Manoir, une prison de taille réduite où les criminels, réduits à des tailles d’insectes, sont enfermés et gardés. Grâce à son costume, Hank peut modifier sa taille (il peut devenir minuscule ou, au contraire, gigantesque) et contrôler les fourmis (qui lui servent souvent de monture ailée). Son origine est approfondie dans Le métal secret, où il travaille dans les jungles du Wakanda afin d’étudier le très rare vibranium pour le compte du S.H.I.E.L.D. Attaqué par le trafiquant Ulysses Klaw et sa bande, avides de s’approprier les secrets du vibranium, Hank se défend et utilise ses pouvoirs pour arrêter les bandits et réduire leur taille.
L’Homme-fourmi est assez différent des autres Vengeurs, car il a du mal à se faire à l’idée qu’il est un super-héros (contrairement à sa partenaire Janet), préférant largement travailler dans son laboratoire loin du monde extérieur. Il désapprouve également la manière dont Nick Fury utilise le Grand Manoir, l’ayant d’abord conçu comme un lieu sécurisé de réinsertion pour les criminels, ce qui, selon lui, vaut beaucoup mieux qu’une simple punition. Hank est le membre le plus réfléchi et le plus pacifique du groupe, privilégiant la discussion et l’analyse à l’attaque et au combat.
Assez maladroit en amour, il a des sentiments pour Janet mais peine à le lui dire, étant très timide et toujours plongé dans ses travaux.
Dans Le pacifiste, Hank entre en désaccord avec son équipe au sujet de leur utilisation de la violence. Ces derniers estiment en effet que les super-vilains ne peuvent être raisonnés et que les frapper restent le meilleur moyen de les neutraliser. Écœuré, Hank démissionne et se met à chercher de meilleures solutions, pensant que tout le monde mérite de l’aide, y compris les vilains. Il ne se confie qu’à son robot, Ultron-5. Ce dernier finit toutefois par échapper à son contrôle et, désirant anéantir les humains, attaque les Vengeurs, tuant Thor au cours de la bataille. Malgré la victoire des héros, Pym, rongé par la culpabilité, décide de détruire le programme Ultron. Le robot survit et attaque une nouvelle fois les Vengeurs et le S.H.I.E.L.D., menaçant cette fois de détruire la planète. Pym parvient à l’arrêter, mais, malgré le retour de Thor parmi les héros, se considère comme responsable de l’attaque du robot et décide de quitter les Vengeurs malgré la désapprobation de la Guêpe. Il intervient toutefois pour la sauver de l’Abomination dans La pierre magique et se retrouve projeté avec elle par un maléfice de Loki dans le Royaume de Jötunheim, peuplé par les Géants des Glaces. Pris au piège par les Géants, il avoue son amour à la Guêpe, inconsciente, mais est sauvé à temps par Sif et ses Valkyries. Dans L'étrange plan de Fatalis, on apprend qu’il a quitté l’équipe après leur retour d’Asgard.
Dans l’épisode Ne m'appelez plus "L'Homme-Fourmi", il constate que son costume et son équipement ont été volé et ont servi à un braquage de banque. Hank décide alors de retrouver le voleur lui-même et ne prévient pas les Vengeurs. Il fait appel aux Héros à Louer et finit par identifier le braquer : il s’agit de Scott Lang, un de ses anciens employés. Toutefois, il s’avère que Lang n’est pas mauvais et a été contraint d’utiliser la technologie de Pym pour sauver sa fille. Le scientifique lui vient alors en aide et, à la fin de l’épisode, lui laisse son costume, voyant en Scott son digne successeur.
Dans Pourpoint Jaune, Hank recontacte Janet et Tony pour leur présenter une nouvelle invention : une micro-prison. Toutefois, il demeure distant par rapport à Janet et fait preuve de sautes d’humeur inquiétantes, se mettant en colère pour un rien. Peu après le départ de ses amis, son laboratoire explose et Hank disparaît. Présumé mort, un mémorial lui est dressé au Manoir des Vengeurs et plusieurs super-héros assistent à une cérémonie pour ses funérailles. Mais Nick Fury apprend plus tard à l’équipe qu’il ne s’agit pas d’un accident et que Hank a été assassiné alors qu’il enquêtait sur la Société du Serpent.
Les Vengeurs mènent l’enquête à leur tour et sont rapidement confrontés à un mystérieux nouveau venu : Pourpoint Jaune. Expéditif et violent, il se dresse contre les Vengeurs, avouant être l’auteur de la mort de Hank qu’il définit comme un faible, et élimine un par un les criminels de la Société. Les héros finissent par le rattraper, le démasquent… et découvrent qu’il s’agit de Hank, devenu complètement fou. Peu après, les Vengeurs et Pym sont alors accidentellement projetés dans la micro-prison conçue par le scientifique et y retrouvent les criminels disparus, bien vivants et enfermés. Toutefois, Pourpoint Jaune affirme que Hank est bien mort et qu’il est une autre personne. Mais lorsque la prison menace de se détruire avec tous ses occupants, il retrouve ses esprits et parvient à sauver tout le monde. À la fin de l’épisode, il décide de revenir chez les Vengeurs en tant que Pourpoint Jaune, ce qu’Iron Man accepte sur l’insistance de la Guêpe.
- La Guêpe (Janet « Jan » van Dyne) : équipière de l’Homme-fourmi. Comme ce dernier, son costume lui permet de changer de taille et de voler, ainsi que de lancer des rafales[12]. Ses origines sont expliquées dans Le métal secret : Janet est, à la base, la collaboratrice et le principal sponsor de Hank. Mais elle s’ennuie à ses côtés, car ce dernier passe tout son temps à travailler. Femme d’action et courageuse, elle désire utiliser ses pouvoirs pour combattre les super-vilains et protéger les gens (ce que Hank désapprouve). Elle fait pourtant preuve de véritables capacités au combat, parvenant à arrêter seule le super-vilain Cyclone dans Le métal secret et envisage alors de s’engager au S.H.I.E.L.D. Elle participe à la formation des Vengeurs et baptise même l’équipe dans Le grand cataclysme [2/2]. Jan se révèle être une héroïne active et volontaire, gardant son sens de l’humour dans toutes les situations, mais se montrant parfois impulsive.
Elle décrit sa relation avec Hank comme « strictement professionnelle »[13] mais son amie Carol Danvers voit qu’elle tente de le rendre jaloux à plusieurs reprises. Lorsque Hank manque de mourir au combat, Janet se confie à lui et affirme regretter son comportement. Cette relation semble réciproque, Hank manifestant un réel intérêt pour la jeune femme à plusieurs reprises. Janet est fortement attristée de son départ dans La pierre magique et tente de le retenir à plusieurs reprises, sans succès.
Dans A qui se fier?, les Vengeurs se divisent en apprenant l’infiltration de Skrulls parmi eux. Jan est un des seuls membres à rester dans l’équipe avec Hulk, Œil-de-Faucon et Captain America (un réalité le Skrull infiltré).
Dans Pourpoint Jaune, elle assiste à la mort de Hank dans l’explosion de son laboratoire. Lors de ses funérailles, elle regrette beaucoup de ne pas avoir pu lui avouer ses sentiments et, lorsqu’elle apprend que son ancien partenaire a été assassiné, se met à chercher activement le coupable. Dans ses recherches, elle affronte Pourpoint Jaune, un justicier aux méthodes violentes, qui avoue être le meurtrier de Pym. L’identité du nouveau venu est toutefois rapidement dévoilée et Janet découvre qu’il s’agit de Hank lui-même. Malgré ses sautes d’humeur inquiétantes, l’ancien Homme-fourmi est réintégré dans l’équipe sur l’insistance de la Guêpe, trop heureuse de le retrouver.

#### Autres membres
- Captain America (Steven « Steve » Rogers) : héros de la Seconde Guerre mondiale. Jeune homme doté d’un esprit intelligent et combattif et d’un courage sans limites, Steve Rogers était jugé trop frêle pour se rendre sur le front d’Europe durant la Seconde Guerre mondiale. Il se porte alors volontaire pour expérience militaire secrète qui le transforme en super-soldat et le fait devenir Captain America, symbole de liberté pour le monde. Durant la guerre, il combat les forces de l’HYDRA avec le sergent Jack Fury (père de Nick Fury) et une petite équipe de combattants nommés « Les Commandos Hurlants »[14].
En 1945[15], il tente de détruire une base scientifique de l’HYDRA dirigée par son ennemi juré, le Crâne rouge. Accompagné de son jeune partenaire Bucky et des Commandos, le héros détruit la forteresse et tente de capturer le Crâne rouge alors que ce dernier s’enfuit à bord d’un avion. Bucky sur les talons, Steve s’accroche à l’appareil et s’envole avec lui. Profitant de l’occasion, le Crâne fait exploser l’appareil. Bucky se sacrifie alors pour sauver son ami et Steve tombe dans les eaux glacées du Pôle et y reste congelé, laissant ainsi croire à sa mort.
Il y demeure jusqu’au XXIe siècle, où il est involontairement libéré par Hulk et retrouvé par les Vengeurs dans Le retour de Captain America. Ramené à New York, il se comporte d’abord de manière agressive, encore chamboulé par la disparition de Bucky et se méfiant des Vengeurs, les prenant d’abord pour des agents de l’HYDRA. Lorsqu’il reprend ses esprits, il se rend compte que le monde qu’il connaissait a disparu et se met à penser qu’il est devenu inutile pour l’époque actuelle. Toutefois, lorsque New York est attaquée par des monstres, il reprend son bouclier, se lançant dans le combat aux côtés des Vengeurs et retrouvant son vieil ennemi, le Baron Zemo, meneur de l’attaque. Il parvient à le vaincre et contribue ainsi à la victoire des Vengeurs, devenant rapidement l’ami d’Iron Man. Steve intègre l’équipe et se révèle rapidement indispensable par son courage, ses talents de meneur et son intelligence. Il doit toutefois s’adapter au monde moderne et aux nouvelles technologies, qui le laissent souvent perplexe.
Dans A.I.M. contre Hydra, Captain America se retrouve encore une fois confronté au Baron Strucker. En le combattant, il entre en contact avec le Cube Cosmique et change la réalité : il fait en sorte que Bucky survive à l’explosion de l’avion.
Dans La bataille des Humains et des Asgardiens, Captain America voit son bouclier détruit par Loki et, malgré la victoire des héros, rentre sur Terre avec un goût amer dans la bouche. Une fois au Manoir, il est assommé, emprisonné et remplacé par un Skrull, envoyé sur Terre pour démanteler les Vengeurs[16]. Dans les épisodes suivants, le Skrull joue le rôle de Steve au sein de l’équipe sans éveiller les soupçons. Tony lui fabrique un bouclier fait d’énergie dans Seul contre A.I.M., que l’imposteur utilise pour combattre aux côtés des Vengeurs par la suite, tout en informant à sa reine, qui a elle-même remplacé l’héroïne Oiseau moqueur. Dans Bienvenue dans l'Empire Kree, le Skrull prévient les siens de la prochaine arrivée des Krees, qui pourraient contrarier leurs projets. Sa mission prend une nouvelle tournure dans A qui se fier?, lorsqu’il prend la direction d’une nouvelle équipe de Vengeurs après le départ d’Iron Man, Miss Marvel et la Panthère, qui ont découvert l’existence des Skrulls et une possible infiltration chez les Vengeurs (ils ignorent toutefois qui est l’imposteur). Ne pouvant faire confiance à leurs équipiers, ils ont décidé de partir.
Parallèlement à cette dissolution, le véritable Captain est prisonnier des Skrulls dans avec d’autres terriens (héros et super-vilains), également remplacés par des Skrulls sur Terre[16]. Dans Prisonnier de guerre, Steve, enfermé et remplacé depuis deux mois, est torturé et interrogé par ses ravisseurs qui désirent savoir comment soumettre les humains. Toutefois, le héros ne craque pas et ne se laisse pas avoir par les ruses de ses geôliers. Il profite toutefois d’une ouverture pour enlever un de ses bourreaux Skrulls et l’interroge à son tour, cherchant un moyen de s’évader… qui paraît impossible, car il découvre qu’il est dans un vaisseau spatial, arrêté près de la planète Saturne.
Le Captain trouve toutefois d’autres prisonniers, tels que Madame Vipère (lieutenante de l’HYDRA), Oiseau moqueur (agente du S.H.I.E.L.D.), King Cobra (chef de la Société du Serpent), Clay Quartermain (agent du S.H.I.E.L.D.), Lyle Getz (leader de l’A.I.M.), Henry Gyrich (directeur du S.W.O.R.D.) et la Femme invisible (membre des Quatre Fantastiques), tous remplacés par des agents Skrulls sur Terre. Héros et vilains décident alors de s’allier temporairement pour s’évader et, guidés par Captain America, rentrent sur Terre.
De son côté, le faux Captain finit par trahir les Vengeurs et les fait capturer. Il passe ensuite un message dans les médias sous les traits du Captain, annonçant que les Skrulls sont là pour sauver les humains et qu’il faut les laisser agir. Le véritable Steve parvient toutefois à l’arrêter, mais, malgré la victoire des héros, la popularité de Captain America prend un sérieux coup dans l’aile et le héros perd la confiance des gens, qui le voient désormais comme un traître. Le Daily Bugle de J. Jonah Jameson ne se prive d’ailleurs pas d’en rajouter (en plus de ses nombreuses critiques sur Spider-Man depuis des mois), malgré la demande d’Iron Man, du S.H.I.E.L.D. et même du Président des États-Unis. Jameson accepte toutefois de modifier ses propos si Tony lui obtient une interview du Captain. Lorsqu’un transfert de prisonnier tourne mal à cause d’une attaque de la Société du Serpent, Steve est précipité dans les égouts de New York avec Clay Quartermain et le jeune Spider-Man. Ils viennent en aide à plusieurs citoyens, qui se comportent d’abord avec froideur mais qui finissent par lui refaire confiance et le défendre face aux hommes de King Cobra et Madame Vipère. Un article élogieux paraît à son sujet le lendemain, lui permettant de redevenir le symbole qu’il était autrefois.
Son bouclier est réparé dans Vision d'horreur par les scientifiques de la Panthère noire (on apprend à cette occasion qu’il contient du vibranium wakandais offert au Président Roosevelt par le roi T’Chaka). Il tente aussi de demander à la Panthère de revenir, désirant sincèrement remettre les Vengeurs sur les rails. Dans Code rouge, Iron Man lui propose même de devenir le chef officiel des Vengeurs.
Dans le même épisode, il retrouve son ancien partenaire, Bucky, devenu le Soldat Winter au service de Dell Rusk (en réalité le Crâne rouge), le Secrétaire d’État à la Défense. Le Crâne tente encore une fois d’éliminer Steve, mais ce dernier est sauvé par le Soldat, dont il n’apprend l’identité que dans Winter Soldier, après la défaite du Crâne. Dans le même épisode, les deux hommes retravaillent ensemble pour vaincre une ultime machination du Crâne. Ils se séparent à nouveau mais restent en bons termes.
Dans Tous ensemble !, Steve prend la tête de l’ensemble des héros de la Terre[17] pour résister à Galactus et met en place le « Code Blanc », devenant ainsi le nouveau chef des Vengeurs.
- La Panthère noire (T’Challa) : prince, puis roi du Wakanda. Il porte un costume de haute-technologie[18] et possède aussi une grande intelligence et des connaissances scientifiques. T’Challa apparaît dans Le métal secret, où il voit son père, le roi T’Chaka, mourir en duel face à M’Baku, alias l’Homme-singe, secrètement aidé par le trafiquant Klaw. M’Baku gagne, selon les lois du Wakanda, sa place sur le trône, mais T’Challa, refusant cette victoire, s’empare du costume de son père et fuit le Wakanda.
Il se rend alors à New York dans L’union fait la force et s’introduit dans le Manoir des Vengeurs afin de se renseigner sur eux. Lorsque le Manoir est attaqué par Zemo dans Le retour de Captain America, il sauve la vie du Captain et disparaît. Dans La quête de la Panthère Noire, T’Challa approche les Vengeurs en personne et se révèle être un excellent combattant, étant capable de tenir tête seul à l’équipe des Vengeurs[19]. Avouant qu’il désirait voir leurs capacités au combat, il leur demande de l’aide pour reprendre son pays des mains de l’Homme-singe, qui menace d’utiliser le vibranium du Wakanda à des fins malveillantes. Le prince leur avoue aussi que l’HYDRA est en train d’extraire du vibranium avec Ulysses Klaw, ayant ainsi la possibilité de créer des armes soniques. Les Vengeurs l’accompagnent alors au Wakanda et l’aide à vaincre l’Homme-singe et les forces de l’HYDRA. T’Challa reprend son trône et proclame la formation d’un conseil qui parlera au nom du peuple wakandais et affirme qu’il ne désire plus laisser vivre son pays en autarcie, rompant ainsi totalement avec les traditions. Il déclare aussi se joindre aux Vengeurs afin de comprendre le monde, ce que ces derniers acceptent, tout en restant méfiants à son égard. Il devient toutefois un membre essentiel à l’équipe par son courage, sa perspicacité et sa sagesse, gagnant l’estime et la confiance des héros.
Il quitte les Vengeurs dans A qui se fier?, apprenant qu’un Skrull se cache dans l’équipe et rentre au Wakanda pour se préparer à combattre les envahisseurs… ce qui finit par se produire dans Infiltration lorsqu’un groupe de Skrulls se fait passer pour les Vengeurs, soi-disant évadés des prisons Skrulls. T’Challa finit toutefois par les repousser avec l’aide de Miss Marvel et des vrais Vengeurs, venus à son appel. Même après cette fructueuse collaboration, il refuse de rejoindre les Vengeurs, malgré la demande de Captain America et les accusations d’Œil-de-Faucon, qui ne supporte pas de le voir agir loin de l’équipe. Ce n’est que lorsque les héros seront confrontés à Vision, au service de leur vieil ennemi Ultron, que le jeune roi se réconcilie avec ses amis et revient dans l’équipe.
- Œil-de-Faucon (Clint Barton) : archer prodigieux et agent du S.H.I.E.L.D. Il est brièvement vu parmi les prisonniers de la Voûte lors de la grande évasion des vilains. Les origines de son emprisonnement sont expliquées dans Le retour de Hulk, où, en tant qu’agent du S.H.I.E.L.D., il est chargé de traquer et capturer Hulk avec Natasha Romanoff, alias la Veuve noire, son amie et partenaire. Durant la bataille, l’archer se rend toutefois compte que Hulk est doté d’une réelle empathie et n’est pas le monstre tant redouté. Banner lui explique également que le S.H.I.E.L.D. veut se servir de Hulk comme d’une arme. Dans le même épisode, Barton découvre avec horreur que la Veuve travaille pour l’HYDRA, ce qui pousse cette dernière à faire passer son partenaire pour un traître et le faire enfermer.
Dans La menace Gamma [1/2], Clint, toujours en cavale, est confronté aux Vengeurs qui le pourchassent dans les rues de New York. L’archer parvient toutefois à leur échapper et retrouve sa cible : Natasha. Il parvient à la capturer et se prépare à l’amener aux Vengeurs pour prouver son innocence. Mais les héros sont piégés par le Leader et transformés en monstres. Œil-de-Faucon doit alors retrouver Hulk, un des seuls Vengeurs épargnés et les deux héros se servent de la science de Bruce Banner pour arrêter le Leader et sauver les héros. Une fois la menace écartée, Clint est innocenté et accepte de rejoindre les Vengeurs.
Admis dans l’équipe, Clint se montre rapidement insolent, sarcastique et provocateur, déterminé à retrouver Natasha dans Nom de code : Veuve Noire. Toutefois, Nick Fury et Iron Man s’opposent à ses recherches, ne voulant pas qu’il mette son nez dans les affaires du S.H.I.E.L.D. Vexé, Clint décide de mener les recherches seul, mais est accompagné par Captain America, la Panthère noire, et son ancienne équipière Bobbi Morse, désormais appelée Oiseau moqueur (pour qui il a un faible). En se laissant capturer par le Moissonneur, l’équipe parvient à trouver le QG de l’HYDRA et la Veuve noire (Clint en profite pour lui cracher tout son mépris au visage). Les héros finissent par détruire la base de l’HYDRA et, à cette occasion, l’archer apprend que Natasha ne l’a pas trahi et est en infiltration dans l’HYDRA. Mais elle ne peut se blanchir à cause de la disparition de Nick Fury, le seul à être au courant de son statut d’agent-double. Il finit par embrasser la Veuve dans A.I.M. contre Hydra, mais décide de ne pas l’assister dans ses recherches pour retrouver Fury.
Dans A qui se fier?, il est soupçonné par Iron Man et Miss Marvel d’être un espion Skrull mais refuse d’être emmené par l’héroïne pour être interrogé. Lorsque l’équipe se désassemble, il décide de rester chez les Vengeurs, désormais dirigé par Captain America (en réalité un espion Skrull). Comme ses équipiers, il finit par découvrir l’imposture et combat les envahisseurs avec ses amis, reformant ainsi les Vengeurs.
- Miss Marvel (Carol Danvers) : amie de la Guêpe et de l’Homme-fourmi. Intrépide et bonne combattante, elle fut, par le passé, membre de l’US Air Force, dans le 102ème escadron sous le nom de code « Warbird ». Guidée par son amour du pilotage, elle a été nommée major et transférée au service des enquêtes spéciales.
Carol apparaît dans L'arrivée des Krees, où elle demande l’aide d’Hank Pym pour analyser un OVNI écrasé sur Terre non loin de sa base. Il s’agit en fait d’un robot extrêmement agressif qui tente de les attaquer. Durant la bataille, le major est touché par l’énergie de Captain Marvel, un Kree allié des Vengeurs. Elle survit toutefois et obtient plusieurs pouvoirs et une grande puissance[20].
Dans Bienvenue dans l'Empire Kree, Carol, désormais connue comme l’héroïne Miss Marvel (en hommage à Captain Marvel), travaille avec le S.W.O.R.D. et est confrontée à un vaisseau Kree qui les attaque. Elle utilise alors ses pouvoirs et combat les Krees, retrouvant Mar-Vell parmi eux. Convaincue que ce dernier a trahi leur confiance et ambitionne de conquérir la Terre, elle le combat et l’arrête, déçue par celui qu’elle voyait comme son modèle. Elle accepte ensuite de rejoindre les Vengeurs et est officiellement introduite dans A qui se fier?, servant de liaison avec le S.W.O.R.D. Toutefois, Carol quitte l’équipe dans le même épisode, après avoir appris l’infiltration d’un Skrull dans l’équipe et ne pouvant plus faire confiance aux autres. Elle tente d’emmener Œil-de-Faucon, suspecté d’être l’espion, avec elle pour l’interroger mais les Vengeurs refusent. Par amitié pour les héros, elle ne confie pas ses soupçons au S.W.O.R.D.
Carol a un rôle important dans Infiltration lorsqu’elle prend en chasse un vaisseau Skrull et à la surprise d’y retrouver les Vengeurs. Ces derniers avouent qu’ils ont été emprisonnés par des Skrulls alors qu’ils revenaient d’Asgard et ont été remplacés par des agents Skrulls sur Terre. Ayant réussi à s’évader et s’étant écrasés au Wakanda, ils tentent de renverser le roi T’Challa, accusé d’être espion Skrull. Elle les aide dans un premier temps, mais est rejointe par les vrais Vengeurs, qui ont tôt fait de dévoiler l’imposture du groupe qui s’est écrasé. Carol laisse exploser sa rage d’avoir été jouée et vainc les imposteurs, aidée de l’équipe et des guerriers wakandais. Après cette aventure, Carol rejoint à nouveau les Vengeurs.
Dans Attaque sur la 42, elle transfère un prisonnier dans la 42, située dans la Zone Négative, avec Captain America, la Guêpe et Thor. Le groupe et les agents sur place font toutefois face à une attaque massive d’Annihilus, qui a tôt fait de perturber leurs défenses. Carol propose alors de faire appel aux super-vilains enfermés pour combattre, retrouvant à l’occasion son ancien modèle Mar-Vell (qui se porte volontaire avant même que Miss Marvel ait terminé d’exposer la situation).
Dans Opération tempête galactique, elle semble se réconcilier avec Mar-Vell, qui montre un repentir sincère et tente d’aider la Terre en plaidant leur cause devant l’Intelligence suprême. Elle l’aide également à prendre sa place de chef des Krees et guider son peuple vers une ère nouvelle.
- Vision : androïde doté de puissantes capacités (il peut notamment voler, changer la densité de son corps, passer à travers la matière et possède une force surhumaine). Apparaissant dans Vision d'horreur, il est d’abord perçu comme un ennemi, volant de l’adamantium dans une base.
Il attaque ensuite le Manoir des Vengeurs afin de leur prendre le bouclier de Captain America et torture la Guêpe pour retrouver l’objet, qui se révèle être au Wakanda. Il se rend sur place pour s’emparer du bouclier, ainsi que le vibranium du royaume, mais se retrouve confronté à la Panthère et ses soldats, ainsi qu’à Thor, Captain America et Œil-de-Faucon. S’il parvient à maîtriser facilement ses adversaires et parvient à voler le vibranium, il échoue à prendre le bouclier et est contraint de s’enfuir face aux Vengeurs. On apprend à la fin de l’épisode qu’il a été créé et envoyé par Ultron, vieil ennemi des Vengeurs.
Dans Ultron à l'infini, il continue d’obéir à Ultron, qui remplace les Vengeurs par des androïdes à leur image entièrement à ses ordres. Toutefois, Vision commence, sans le vouloir, à dévier de sa programmation, faisant preuve d’interrogations et même de compassion pour ses ennemis[21]. Il finit par trahir Ultron et libère les Vengeurs, qui triomphent ainsi des machines et finalement d’Ultron lui-même. Au cours de la bataille, le corps de Vision est partiellement détruit et sauvé par Captain America alors qu’il allait être détruit par un incendie.
Dans L'empereur Stark, Vision, désormais totalement libre, est placé en mode veille et remis à neuf par J.A.R.V.I.S. pendant un mois. À son réveil, il trouve le monde totalement dominé par les machines d’Iron Man et les Vengeurs totalement soumis à la volonté de Tony. Il apprend alors par J.A.R.V.I.S. que Tony a lancé un satellite pour donner de l’énergie gratuitement au monde entier et qu’il a ensuite remplacé l’ONU dans tous les domaines, épaulé de ses camarades Vengeurs. La plupart des guerres ont ainsi été stoppées et les derniers résistants arrêtés. Il réussit toutefois à redonner leurs esprits aux héros, qui découvrent qu’ils ont été victimes de l’Homme-pourpre, un super-vilain pouvant contrôler la volonté de ses adversaires. Grâce au satellite de Stark, ce dernier a pu soumettre le monde à sa volonté. Les héros parviennent à vaincre leur adversaire et Vision devient un membre à part entière de l’équipe.

### Autres héros

#### Le S.H.I.E.L.D
- Nicholas « Nick » Fury : directeur du S.H.I.E.L.D.[22],[23] Meneur d’hommes, courageux et intelligent, il est confronté à Graviton, un de ses vieux ennemis, dans l’épisode Le grand cataclysme [2/2] et subit en même temps une attaque massive sur les infrastructures du S.H.I.E.L.D., permettant à des dizaines de super-vilains enfermés de s’enfuir[24]. L’alliance de cinq super-héros parvient à éradiquer la menace de Graviton et Fury propose qu’ils deviennent agents du S.H.I.E.L.D., ce que ces derniers refusent, reprochant au directeur la création de Graviton et d’avoir trop gardé de secrets pour lui. Malgré leurs désaccords, Nick croit en l’équipe des Vengeurs et décide de collaborer avec Iron Man à plusieurs reprises (ce qui n’empêche pas ce dernier de se méfier de cet allié). Il se lie également avec Captain America, tout juste intégré aux Vengeurs, lui remettant sa vieille moto, conservée par son père Jack (qui a côtoyé le Captain durant la guerre) durant des décennies. Nick confie également au Captain son admiration pour lui. Il est déclaré disparu dans A.I.M. contre Hydra et remplacé par Maria Hill, qui se montre bien moins favorable aux Vengeurs.
Dans A qui se fier?, Fury réapparaît et prévient Maria et Iron Man que leurs équipes ont été infiltrées par les Skrulls (ses soupçons se portent d’ailleurs sur Œil-de-Faucon). Nick, extrêmement prudent, a choisi de travailler avec une équipe réduite (composée de la Veuve noire, Quake et Oiseau moqueur) en qui il a toute confiance. Il découvre finalement dans Infiltration que Captain America est l’espion Skrull infiltré chez les Vengeurs. Il est toutefois rapidement neutralisé par son agent Oiseau moqueur, qui s’avère être Veranke, la reine des Skrulls. Nick est sauvé par Maria Hill peu après et combat l’invasion à ses côtés.
Après défaite des envahisseurs, il continue à œuvrer dans l’ombre, cherchant d’éventuels Skrulls encore en liberté sur Terre.
- Maria Hill[25] : agente du S.H.I.E.L.D. et bras droit de Nick Fury. Elle devient directrice du S.H.I.E.L.D. dans A.I.M. contre Hydra après la disparition de Fury. Elle se montre rapidement impitoyable avec les héros, n’hésitant pas à les traiter comme des criminels lorsqu’ils s’allient à la Veuve noire (alors vue comme une traîtresse) lors de la guerre entre l’A.I.M et l’HYDRA. Malgré l’aide non-négligeable apportée par l’équipe aux agents du S.H.I.E.L.D. et l’arrestation de M.O.D.O.C. et du Baron Strucker, Maria décide d’intervenir auprès du gouvernement pour faire immatriculer les Vengeurs et les forcer à travailler pour le S.H.I.E.L.D. Après un affrontement contre le robot Ultron dans La faille, elle rend visite à Tony Stark dans Seul contre A.I.M. et exige une nouvelle fois que Vengeurs rejoignent S.H.I.E.L.D. et s’enregistrent pour montrer l’exemple aux nouveaux héros récemment apparus (elle cite les X-Men et Spider-Man). Leur entretien est interrompu par l’attaque du Technovore et les deux héros s’allient pour le combattre. À cette occasion, Hill montre que, malgré leurs différends, elle a un réel respect pour Iron Man.
Dans A qui se fier?, elle reçoit la visite de Nick Fury et Oiseau moqueur, qui la préviennent de ne se fier à personne, ni parmi le gouvernement, ni parmi les héros, ni même au sein du S.H.I.E.L.D., ces derniers étant infiltrés par les Skrulls. Finalement, Maria se joindra aux héros et à Nick pour stopper l’invasion.
Dans L'enfer rouge, elle reçoit la visite du général Thaddeus Ross, qui exige qu’elle lui remette un échantillon du sang de Hulk gardé par l’agence. À cette occasion, Hill défend le héros, n’étant pas dupe quant aux réelles intentions de Ross, qui désire créer des Hulks au service de l’armée.
- La Veuve noire (Natasha Romanoff) : agente du S.H.I.E.L.D., elle est aussi la partenaire et l’amie d’Œil-de-Faucon. Les deux agents sont envoyés traquer Hulk dans Le retour de Hulk et parviennent à le capturer, montrant à l’occasion ses grandes capacités au combat. Elle vole un échantillon du sang de Hulk conservé au Cube et est surprise par Œil-de-Faucon, qui découvre que Natasha travaille secrètement pour l’HYDRA. Il tente de la confronter, mais est pris de vitesse par la Veuve, qui le fait passer pour un traître aux yeux du S.H.I.E.L.D. et le fait emprisonner.
Elle retrouve ses complices dans La menace Gamma [1/2], sans se douter que Clint, récemment évadé, l’a pistée. L’archer entre dans le hangar et la combat, réussissant après une lutte acharnée, à la maîtriser, projetant de la livrer aux Vengeurs. Toutefois, l’équipe des héros tombe sous le contrôle du Leader et Clint décide de retrouver Hulk, le seul Vengeur épargné, pour sauver les héros et empêcher le Leader de dominer le monde. Il abandonne Natasha, ligotée, pour retrouver le Titan vert.
Elle disparaît peu après et se remet à travailler pour l’HYDRA. Lorsqu’Œil-de-Faucon, désormais membre des Vengeurs, est capturé par l’organisation dans Nom de code : Veuve Noire, Natasha le sauve du Baron Strucker et finit par s’enfuir avec ce dernier. Elle revient dans A.I.M. contre Hydra et fait appel aux Vengeurs pour l’aider à empêcher Strucker de s’emparer du Cube Cosmique créé par l’A.I.M. qui lui permettrait de modifier la réalité et dominer le monde avec l’HYDRA. Elle avoue aussi que c’était Nick Fury lui-même qui l’avait envoyé infiltrer l’HYDRA.
Si les Vengeurs se montrent sceptiques quant à ces révélations, ils acceptent d’aider la Veuve et assistent alors à un affrontement entre les forces de Strucker et M.O.D.O.C. en plein cœur de New York. Natasha et Clint se réconcilie durant la bataille, l’archer comprenant finalement pourquoi son amie lui a tout dissimulé. À la fin de l’épisode, Natasha quitte New York pour retrouver Fury, le seul qui soit capable de la blanchir, non sans échanger un baiser avec Clint.
Elle revient dans A qui se fier? et kidnappe Iron Man dans un restaurant, l’amenant à Nick Fury. Ce dernier apprend alors à Tony l’infiltration massive des Skrulls sur Terre. Toutefois, ni Fury ni la Veuve ne savent que leur complice et amie Oiseau moqueur a été enlevée et remplacée par Veranke, la reine des Skrulls en personne. Cette dernière les maîtrise finalement et attaque la Terre avec ses troupes. L’invasion est toutefois stoppée par les Vengeurs.
Dans Tous ensemble !, Natasha participe à la résistance des héros de la Terre face à Galactus.
- Oiseau moqueur (Bobbi Morse) : agente du S.H.I.E.L.D. Elle est brièvement vue dans Le retour de Hulk en tant que pilote et amie d’Œil-de-Faucon et de la Veuve noire. Elle manque de mourir dans un crash d’avion, mais est sauvée par Hulk. Elle revient ensuite dans Nom de code : Veuve Noire en tant que nouvel agent, remplaçant Œil-de-Faucon sous le nom de code de « Oiseau moqueur ». Sur ordre de Nick Fury, elle accompagne Clint en mission contre l’HYDRA, afin de le surveiller discrètement. Pas dupe, l’archer la convainc de le suivre dans ses agissements, révélant ainsi la complicité qui les unit (Clint semble d’ailleurs avoir un faible pour elle). Bobbi se révèle être une partenaire précieuse, par son esprit rusé et ses talents de combattante. Dans A qui se fier?, elle accompagne Nick Fury dans ses recherches secrètes de Skrulls infiltrés, mais il s’avère qu’elle a elle-même été remplacée par la reine des Skrulls, Veranke. La véritable Bobbi Morse est libérée par Captain America dans Prisonnier de guerre et rentre sur Terre pour stopper les Skrulls.
- Clay Quartermain : agent du S.H.I.E.L.D. Il demande l’aide des Vengeurs dans La menace Gamma [1/2] afin de stopper le Leader qui a pris le contrôle du Cube et a créé un dôme fait de rayons gammas. Clay participe à l’infiltration, espérant sauver ses agents transformés en monstres à cause des radiations gammas, mais se retrouve également transformé et contraint de servir le Leader. Il est sauvé par l’intervention de Hulk à la fin de l’épisode et réintègre ses fonctions. Il s’avère par la suite qu’il a été remplacé par un Skrull à un moment indéterminé. Le véritable Quartermain est sauvé par Captain America dans Prisonnier de guerre et rentre sur Terre, redevenant agent du S.H.I.E.L.D. Il participe à un transfert de prisonniers avec Captain America et Spider-Man et se retrouve confronté à la Société du Serpent dans Piégés sous la ville. Il est encore une fois aux côtés des héros pour résister aux forces d’Annihilus dans Attaque sur la 42.

#### Les Quatre Fantastiques
- Mr Fantastique (Reed Richards) : leader des Fantastiques[26] et compagnon de la Femme invisible. C’est également un brillant scientifique et un ami d’Iron Man et de l’Homme-fourmi. Dans L'étrange plan de Fatalis, Reed est montré comme un scientifique brillant, mais toujours absorbé par son travail. Ses multiples découvertes poussent souvent les Fantastiques à explorer de nouvelles choses, délaissant ainsi la chasse aux super-vilains.
Il est d’abord mentionné dans L’union fait la force, alors qu’il travaille sur une prison située dans une autre dimension appelée la « Zone Négative » (qui deviendra plus tard la 42). Il est également aperçu en photo avec ses équipiers dans Futur en péril, où Pym précise qu’ils voyagent au centre de la Terre[27]. Il apparaît en chair et en os à la fin de Kang le conquérant et étudie Ravonna afin de la soigner. Dans L'étrange plan de Fatalis, il est attaqué dans le Baxter Building par des robots de son grand ennemi : le Docteur Fatalis. Il montre à cette occasion de bonnes capacités au combat et un grand esprit de déduction, lui permettant d’analyser très rapidement une situation. Les Fantastiques reviennent dans Tous ensemble ! pour contrer l’invasion de Galactus aux côtés des Vengeurs.
- La Femme invisible (Susan « Sue » Storm) : membre des Fantastiques, sœur aînée de Johnny Storm et compagne de Reed Richards. Elle est aperçue en photo avec ses équipiers dans Futur en péril et apparaît dans L'étrange plan de Fatalis, où il est montré qu’elle entretient une grande amitié avec Janet. Les deux femmes sont enlevées par des robots du Docteur Fatalis mais sauvées par leurs deux équipes. On apprend à la fin qu’elle est en fait une Skrull infiltrée et que la véritable Susan Storm est prisonnière des Skrulls et maintenue endormie du fait de la puissance de ses pouvoirs. Elle est sauvée par Captain America et ramenée sur Terre dans Prisonnier de guerre, reprenant sa place chez les Fantastiques à la fin de l’invasion. Les quatre héros participent à la résistance contre Galactus dans Tous ensemble !.
- La Torche humaine (Johnny Storm) : membre des Fantastiques et frère cadet de Sue Storm. Il est aperçu en photo avec ses équipiers dans Futur en péril et fait ensuite une brève apparition dans L'arme de Malekith, où il aide Captain America contre des monstres de Malekith. Dans L'étrange plan de Fatalis, il combat Fatalis pour sauver sa sœur et la Guêpe, prisonnières du super-vilain. Comme ses équipiers, Johnny ignore que Susan est en fait une espionne Skrull et retrouve sa véritable sœur après l’échec de l’invasion des Skrulls. Il revient dans Tous ensemble ! pour contrer l’invasion de Galactus avec les Vengeurs et ses trois équipiers.
- La Chose (Ben Grimm) : membre des Fantastiques. Il est aperçu en photo avec ses équipiers dans Futur en péril et fait ensuite une brève apparition dans L'arme de Malekith, où il aide Captain America contre des monstres de Malekith. Dans L'étrange plan de Fatalis, il est montré que Ben et Johnny entretiennent une amitié avec les Vengeurs et jouent régulièrement au poker avec eux. Ben a également une rivalité amicale avec Hulk, ce qui les pousse souvent à se bagarrer. Dans Les nouveaux Vengeurs, la Chose intègre les « Nouveaux Vengeurs » (une équipe de héros censée remplacer les Vengeurs habituels s’ils venaient à disparaître) alors que ses coéquipiers sont en mission ailleurs. Il retourne chez les Fantastiques à la fin de l’épisode. Il revient dans Tous ensemble ! pour contrer l’invasion de Galactus avec les Vengeurs et ses trois équipiers.

#### Les Héros à Louer
- Luke Cage (Carl Lucas) : membre des Héros à Louer. Il est engagé avec son équipier Iron Fist pour retrouver le costume d’Hank Pym dans Ne m'appelez plus "L'Homme-Fourmi". Il participe à l’arrestation de William Cross à la fin de l’épisode et intègre Scott Lang à son équipe. Dans Les nouveaux Vengeurs, Luke intègre les « Nouveaux Vengeurs », une équipe censée remplacer les Vengeurs en cas de disparition de l’équipe et redevient un Héros à Louer à leur retour, tout en restant membre réserviste des Vengeurs. Dans Tous ensemble !, les Héros à Louer s’allient aux Vengeurs pour résister à l’assaut de Galactus sur la Terre.
- Iron Fist (Danny Rand) : membre des Héros à Louer. Il est engagé avec son équipier Luke Cage pour retrouver le costume d’Hank Pym dans Ne m'appelez plus "L'Homme-Fourmi". Il participe à l’arrestation de William Cross à la fin de l’épisode et intègre Scott Lang à son équipe. Dans Les nouveaux Vengeurs, Iron Fist intègre les « Nouveaux Vengeurs », une équipe censée remplacer les Vengeurs en cas de disparition de l’équipe et redevient un Héros à Louer à leur retour, tout en restant membre réserviste des Vengeurs. Dans Tous ensemble !, les Héros à Louer s’allient aux Vengeurs pour résister à l’assaut de Galactus sur la Terre.
- L’Homme-fourmi II (Scott Lang) : ancien électrotechnicien de talent, autrefois employé par les laboratoires de Pym. Il apparaît dans Ne m'appelez plus "L'Homme-Fourmi". Lorsqu’il dérobe un costume de Pym, le premier Homme-fourmi, et s’en sert pour commettre un braquage. Lang est finalement retrouvé par le scientifique, aidé des Héros à Louer, et leur raconte toute son histoire : par le passé, Scott a dû trouver une grosse quantité d’argent pour soigner Cassie, sa fille malade, et a commencé une vie de cambrioleur, étant doué grâce à ses connaissances techniques et son habileté. Arrêté par la police, il a fini en prison et, à sa sortie, a travaillé pour Pym, tout en sachant sa fille rétablie grâce aux fruits de ses larcins. Par la suite, il a été retrouvé par son ancien complice, William Cross, qui a kidnappé Cassie et exigé une rançon importante. Dans l’urgence de la situation, Scott n’a pas eu d’autre choix que de voler un costume d’Homme-fourmi et s’en servir pour sauver sa fille. Après l’arrestation de William Cross et le sauvetage de sa fille, Lang décide de se rendre à la police, mais est finalement convaincu par Hank de devenir le nouvel Homme-fourmi. Il rejoint les Héros à Louer à la fin de l’épisode, commençant une carrière de super-héros. Il refait une brève apparition dans Tous ensemble !, où les héros de la Terre s’allient pour contrer l’assaut de Galactus sur la Terre.

#### Les Gardiens de la Galaxie
- Star-Lord (Peter Quill) : leader des Gardiens de la Galaxie. Il arrive sur Terre avec son équipe dans l’épisode Les Gardiens de la Galaxie afin de retrouver Michael Korvac, individu particulièrement dangereux et déséquilibré. Ce dernier étant devenu le protégé des Vengeurs (qui ne connaissent pas son histoire), les Gardiens commencent par affronter les héros avant de parvenir à s’expliquer et collaborer avec eux pour arrêter Korvac.
- Quasar (Phyla-Vell) : membre des Gardiens et unique femme de l’équipe. Elle peut créer des armes faites d’énergie.
- Adam Warlock : membre des Gardiens. Il possède des pouvoirs télépathiques grâce à la Gemme de l’Âme implantée dans son front.
- Rocket Raccoon : raton-laveur génétiquement modifié et membre des Gardiens. Impulsif et moqueur, il combat avec des armes à feu.
- Groot : créature végétale et membre des Gardiens. Il est capable de se régénérer instantanément après chaque blessure.

#### Autres
- Doc Samson (Leonard Samson) : scientifique et ami de Bruce Banner. Dans Le grand cataclysme [1/2], il travaille au Cube pour le S.H.I.E.L.D. afin d’aider son Banner à guérir. Lors d’une explosion dans le Cube, Leonard est exposé à des radiations gammas et, inconscient et blessé, est évacué et mis en sécurité par Banner, qui s’est transformé en Hulk.
Rétabli et ayant acquis de nouvelles capacités physiques, Samson réapparaît dans La menace Gamma [1/2], où il conçoit des armures protectrices et aide le S.H.I.E.L.D. et les Vengeurs à s’introduire dans le Cube, entouré d’un dôme fait de rayons gammas transformant les gens en monstres gammas (seuls Thor et Samson se trouvent immunisés contre les effets des radiations). Durant l’épisode, Samson dit se sentir également coupable de ne pas avoir écouté les conseils de son ami Banner.
Si la mission semble réussir dans un premier temps, les héros tombent en réalité dans un piège du Leader et se transforment en monstres, irradiés par des rayons gammas. Samson et Thor sont rapidement capturés peu après et livrés au Leader. Toutefois, l’intervention de Hulk sauve la situation et Samson est libéré.
Dans L'enfer rouge, il est avec le général Ross lorsque ce dernier rencontre Maria Hill pour obtenir un échantillon de sang de Hulk, voulant s’en servir pour détruire son vieil ennemi et espérant secrètement créer de nouveaux Hulks et les mettre au service de l’armée. La directrice du S.H.I.E.L.D. refuse, n’étant pas dupe des vraies intentions de Ross, et Samson tente de le dissuader, montrant que l’expérience ne peut être reproduite et que son cas et celui de Banner étaient des accidents. Il s’avère à la fin de l’épisode que Samson travaille pour Dell Rusk, Secrétaire d’État à la Défense, aux côtés de Soldat Winter, le Faucon et Hulk rouge, récemment apparu.
Dans Code rouge, Rusk lâche une toxine dans New York, transformant les citoyens et plusieurs Vengeurs en créatures au visage rouge, les mettant en danger de mort. Il accuse ensuite les Vengeurs d’avoir lâché la fumée et décide de prendre la direction des opérations, bouclant la zone autour du Manoir et envoyant Doc Samson et ses compagnons arrêter les Vengeurs et les maintenir en quarantaine. Malgré cette tentative et l’enlèvement de Captain America, le Secrétaire échoue et est arrêté par les Vengeurs, dévoilant que Rusk était en fait le super-vilain Crâne rouge déguisé et ayant soumis Samson, le Soldat Winter et le Faucon à son contrôle mental. Comme les autres, Leonard est libéré à la fin de l’épisode.
Dans Tous ensemble !, il participe à la résistance des héros de la Terre face à Galactus.
- War Machine (James « Rhodey » Rhodes) : militaire (il porte le grade de colonel) et ami proche de Tony Stark. Il apparaît dans La naissance d'Iron Man (sans son armure) aux côtés de son ami, à qui il reproche d’agir en solo, sans collaborer avec le S.H.I.E.L.D., et de se comporter de manière irresponsable. Dans Seul contre A.I.M., Rhodey révèle qu’il possède une armure personnelle construite par Tony mais qu’il ne désire pas devenir un super-héros, voulant surtout protéger son ami. Il enfile son armure dans le même épisode et aide les Vengeurs à vaincre l’A.I.M.
Dans Les nouveaux Vengeurs, Rhodes réenfile son armure et intègre les « Nouveaux Vengeurs », dans l’épisode Les nouveaux Vengeurs, où il intègre les « Nouveaux Vengeurs », un groupe censé remplacer les Vengeurs en cas de disparition de l’équipe et s’allie ainsi à d’autres super-héros pour contrer le super-vilain Kang.
Dans Tous ensemble !, il participe à la résistance des héros de la Terre face à Galactus.
- Soldat Winter[28]/Bucky (James Barnes) : jeune partenaire et ami de Captain America durant la Seconde Guerre mondiale. Il apparaît dans Rencontre avec Captain America, où il participe à l’assaut de la forteresse scientifique du Crâne rouge aux côtés de Steve et le suit lorsqu’il s’accroche à l’avion de leur ennemi. Le Crâne s’éjecte alors de l’appareil et le fait exploser. Convaincu que le monde a plus besoin de Captain America, Bucky se sacrifie pour que son ami survive à explosion. Son sort est toutefois changé dans A.I.M. contre Hydra lorsque Captain America touche le Cube Cosmique et modifie (volontairement ou pas) la réalité. Bucky apparaît alors blessé dans la mer, mais semble encore vivant.
Dans L'enfer rouge, Bucky réapparait au XXIe siècle, vivant et en bonne forme, ayant peu vieilli. Il infiltre une base du S.H.I.E.L.D. et vole un échantillon du sang de Hulk, qu’il mélange à un nouveau produit, puis injecte à un mystérieux complice. L’individu est alors transformé en Hulk rouge et attaque la base du S.H.I.E.L.D., ce qui force Maria Hill à faire appel aux Vengeurs. À la fin de l’épisode, il s’avèrera que le Soldat travaille aux côtés de Doc Samson, du Faucon et du Hulk rouge pour le compte de Dell Rusk, Secrétaire d’État à la Défense du gouvernement américain (on découvre dans l’épisode Code rouge qu’il s’agit en fait du Crâne rouge). Dans Code rouge, le Soldat enlève Captain America, empoisonné par une toxine de Rusk, et le livre à son maître. Mais il finit par retrouver partiellement ses esprits et sauve son ancien partenaire, permettant la défaite du Crâne rouge et son arrestation. Il disparaît peu après, laissant Steve en plein doute sur l’identité de son sauveur...
Dans l’épisode Winter Soldier, Bucky retourne sur les lieux de sa dernière bataille, tout en étant traqué par Captain America et Nick Fury. À cette occasion, son passé est alors révélé : blessé et amputé d’un bras, il a été récupéré par le Crâne et les scientifiques de l’HYDRA après son accident, il a été entraîné et manipulé par le super-vilain pour devenir un tueur de l’HYDRA loyal et obéissant. Il a combattu dans l’ombre à de nombreux endroits sur la planète, participant à tous les conflits, sans réellement vieillir et en intervenant à plusieurs années d’intervalles. Il y a des années, il a aussi éliminé les membres d’une équipe de Nick Fury (et est peut-être à l’origine de la perte de l’œil de l’ancien directeur du S.H.I.E.L.D.). Dans la suite de l’épisode, le Soldat s’allie à son ancien partenaire et Fury (qui ont fini par comprendre sa véritable identité) pour combattre plusieurs robots de guerre au service du Crâne rouge. Durant le combat, Bucky montre un fort ressentiment à l’égard du Captain, semblant lui en vouloir pour la perte de son bras. Malgré tout, l’ultime plan du chef de l’HYDRA est contré et Barnes, bien que réconcilié avec Steve, décide de prendre ses distances afin de remettre de l’ordre dans sa vie.
Dans Tous ensemble !, il participe à la résistance des héros de la Terre face à Galactus, retrouvant à l’occasion son ami.
- Wolverine (James « Logan » Howlett) : super-héros et mutant. Il apparaît brièvement dans Rencontre avec Captain America comme membre des Commandos Hurlants et allié de Captain America durant la Seconde Guerre mondiale. Plus tard dans la série, une « école pour mutants » est vue sur la page de titre d’un journal dans l’épisode Le complot maléfique, ce qui laisse sous-entendre la création des X-Men. Dans Seul contre A.I.M., Maria Hill mentionne l’équipe des X-Men qui ont, contrairement à plusieurs Vengeurs et aux Fantastiques, gardés leur identités secrètes.
Logan revient en tant que Wolverine dans l’épisode Les nouveaux Vengeurs, où il intègre les « Nouveaux Vengeurs », un groupe censé remplacer les Vengeurs en cas de disparition de l’équipe et s’allie ainsi à d’autres super-héros pour contrer le super-vilain Kang[29]. Dans Tous ensemble !, il participe à la résistance des héros de la Terre face à Galactus, sans toutefois être accompagné d’un autre membre des X-Men.
- Captain Marvel (Geheneris Hala´son Mar-Vell/Philip Lawson) : Scientifique[30] et collègue de Carol Danvers. Comme elle, il apparaît dans L'arrivée des Krees, où il révèle être en réalité un officier scientifique de l’Empire Kree envoyé sur Terre pour étudier les humains, différents des autres civilisations conquises par les Krees. Il grille sa couverture en protégeant Carol, la Guêpe et l’Homme-fourmi de l’attaque d’un robot, envoyé par les Krees. Devant la menace engendrée par le robot, Mar-Vell le combat avec les héros et manque de mourir pour les sauver au cours de l’affrontement. Sachant que les Krees vont revenir, le scientifique rentre chez lui pour essayer de négocier tout en conseillant aux héros de se tenir prêts.
Mar-Vell revient dans l’épisode Bienvenue dans l'Empire Kree, avec d’autres officiers : Ronan l’Accusateur et Yon-Rogg, tous deux bien moins respectueux envers la Terre. Si Mar-Vell prône le dialogue et tente de convaincre les Vengeurs de se rendre et de trouver une solution pour intégrer pacifiquement la Terre à l’Empire Kree, il n’est que peu écouté et voit les troupes de Ronan et ses amis terriens s’affronter, les Vengeurs refusant catégoriquement de se laisser faire et voyant désormais le scientifique comme un traître. En réalité, Mar-Vell tente d’éviter à la Terre d’être détruite par l’Empire, sachant que la défaite de Ronan ferait venir la flotte Kree pour une expédition punitive. Durant le combat, il est blessé en protégeant Carol et, après la victoire des Vengeurs, se retrouve enfermé dans la 42. Il prévient alors les Vengeurs que les Krees vont revenir les éradiquer, ce à quoi Iron Man répond qu’ils seront prêts à l’affrontement. Dans Attaque sur la 42, Mar-Vell se porte volontaire pour combattre l’armée d’Annihilus aux côtés des Vengeurs.
Dans Opération tempête galactique, lorsque les Krees commencent à prendre possession du système solaire et menacent de détruire toute vie sur Terre, Mar-Vell vient en aide aux Vengeurs et les aide à arrêter l’armée Kree. Il est toutefois précipité sur son monde natal, Hala, avec les Vengeurs et capturé par les autres Krees. Amené devant l’Intelligence suprême, il tente d’intervenir pour sauver les Vengeurs, arguant le fait que le génome humain est extrêmement intéressant et que l’Humanité est sur le point de connaître une nouvelle évolution. Son affection pour les humains lui vaut toutefois d’être considéré comme un traître et Mar-Vell décide de détruire l’Intelligence suprême afin de faire cesser les conquêtes Krees.
Si l’Intelligence survit à sa tentative de meurtre, elle se retrouve désormais réduite à l’impuissance et ne peut plus faire de mal. Toutefois, Mar-Vell sait que le peuple Kree est désormais voué à la destruction avec l’absence de son guide. Les Vengeurs lui redonnent toutefois et le décide à guider son peuple vers une nouvelle ère, dans un gouvernement plus proche des humains.
- Quake (Daisy Johnson) : jeune super-héroïne. Elle fait partie de l’équipe de confiance de Nick Fury avec la Veuve noire et Oiseau moqueur (en réalité la reine Skrull infiltrée). Dans l’épisode A qui se fier?, elle provoque une attaque du Griffon pour distraire les Vengeurs et permettre à Nick Fury de contacter discrètement Iron Man et lui faire part de la présence des Skrulls sur Terre. Peu présente dans la suite des événements, Quake est piégée par la reine Skrull, qui l’assomme. Elle est discrète après l’invasion (et la défaite) des Skrulls, mais revient dans Tous ensemble !, pour participer à la résistance contre Galactus.
- Beta Ray Bill : guerrier Korbinite. Il apparaît dans La ballade de Beta Ray Bill, en tant que pilote d’un vaisseau attaqué par Surtur. Il rencontre Thor, alors à la poursuite du démon et l’affronte, se méprenant sur la nature de l’Asgardien. Ce dernier pense également avoir affaire à un ennemi… jusqu’à ce que Beta Ray Bill parvienne à soulever Mjolnir et s’en servir pour maîtriser le dieu du tonnerre, qui se retrouve pris de court, n’ayant pas l’habitude qu’un autre que lui arrive à utiliser (ou même soulever) son marteau.
Ramené accidentellement sur Asgard par Odin, Beta Ray Bill combat les amis de Thor et est finalement maîtrisé par le maître des lieux. Lorsque Thor est ramené sur Asgard à son tour, la situation est éclaircie entre le Korbinite et le dieu et Bill explique alors que son peuple a été massacré par les démons de Surtur. Les survivants ont alors été placés en sommeil cryogénique et Bill fut nommé gardien de son peuple, subissant des modifications technologiques pour devenir plus fort. Toujours poursuivi par les démons, Beta Ray Bill s’est mis à chercher un abri pour les siens.
Bill se met alors au service d’Asgard pour combattre les démons de Surtur et désirant sauver son peuple à tout prix. Accompagné de Thor et la guerrière Sif, Bill se voit offrir une nouvelle arme contre les démons : le « Stormbreaker ». Il combat les sbires du démon avec ses deux compagnons et parvient à triompher. Après victoire des guerriers, il reprend sa route et promet à Thor, qu’il considère désormais comme un frère, de l’aider face à Surtur lorsque l’heure du combat final viendra.
- Le Faucon (Sam Wilson) : super-héros. Il possède un costume lui permettant de voler. Il apparaît dans L'enfer rouge, où il est engagé par Dell Rusk, le Secrétaire d’État à la Défense, pour s’infiltrer dans Manoir des Vengeurs. Il attaque Œil-de-Faucon afin de capturer Hulk, revenu à sa forme humaine et empêche ce dernier de se transformer grâce à un inhibiteur d’adrénaline. Mais il est vaincu par l’archer et contraint de s’enfuir. Son employeur se montre toutefois satisfait de la diversion de Sam et de la création du Hulk rouge.
Dans Code rouge, Rusk lâche une toxine dans New York, transformant les citoyens et plusieurs Vengeurs en créatures au visage rouge, les mettant en danger de mort. Il accuse ensuite les Vengeurs d’avoir lâché la fumée et décide de prendre la direction des opérations, bouclant la zone autour du Manoir et envoyant le Faucon et ses compagnons arrêter les Vengeurs et les maintenir en quarantaine. Malgré cette tentative et l’enlèvement de Captain America, le Secrétaire échoue et est arrêté par les Vengeurs, dévoilant que Rusk était en fait le super-vilain Crâne rouge déguisé et ayant soumis Samson, le Soldat Winter et le Faucon à son contrôle mental. Comme les autres, Sam est libéré à la fin de l’épisode.
Dans Tous ensemble !, il participe à la résistance des héros de la Terre face à Galactus.
- Spider-Man (Peter Parker) : jeune super-héros[31] de New York. Il est mentionné par Maria Hill dans Seul contre A.I.M. et vu en photo dans Infiltration.
Le héros apparaît en chair et en os dans Piégés sous la ville, où il est chargé, en tant que Peter Parker, de faire un reportage sur Captain America avec Betty Brant pour le compte du Daily Bugle (qui, ironiquement, publie régulièrement des articles diffamatoires sur son alter ego Spider-Man)[32]. Alors qu’ils accompagnent les Vengeurs pour un transfert de prisonniers, ils sont confrontés à la Société du Serpent. Peter revêt alors son costume et vient en aide à Captain America, mais les deux héros sont précipités dans les souterrains de New York avec plusieurs civils. On découvre ainsi que la vie de Spider-Man est difficile car la plupart des gens ne lui font pas confiance à cause des articles diffamatoires dont il est la cible. Malgré tout, Captain America lui conseille de continuer à se battre et d’attendre que la vérité éclate. Le héros avoue aussi qu’il sait que Spider-Man fait le bien avant tout et finit par devenir son ami, le poussant à se dépasser.
Dans Les nouveaux Vengeurs, Peter intègre les « Nouveaux Vengeurs », une équipe censée remplacer les Vengeurs en activité s’ils disparaissaient. Le groupe ayant été vaincu par Kang le Conquérant, les remplaçants se réunissent et parviennent à vaincre leur adversaire, ramenant les Vengeurs originaux. Ces derniers font des Nouveaux Vengeurs leur équipe de réserve à la fin de l’épisode, les intégrant ainsi dans leur équipe. On peut noter que Spider-Man est le plus motivé et celui qui encourage les plus, échafaudant des plans. Grâce à son intelligence et son « sens d’araignée »[33], il parvient à arrêter la machine du Conquérant.
Dans Tous ensemble !, le jeune héros participe à la résistance des héros de la Terre face à Galactus.

### Antagonistes

#### L’HYDRA
- Le Crâne rouge (Johann Schmidt) : un des leaders de l’HYDRA[34] et ennemi juré de Captain America durant la Seconde Guerre mondiale. Dans Rencontre avec Captain America, les Commandos Hurlants de Jack Fury, aidés par Captain America et son partenaire Bucky, viennent l’arrêter dans sa base. Ils découvrent ainsi que Schmidt essaie d’atteindre le royaume d’Asgard afin de capturer et utiliser les créatures monstrueuses qu’elle abrite comme armes de guerre. Son plan échoue toutefois à cause de l’intervention du Captain et le Crâne est contraint de fuir. Il est poursuivi par les deux héros et décide de les piéger : il s’éjecte de son avion et le fait exploser. Bucky se sacrifie alors et sauve Captain America, qui tombe dans les eaux glacées du Pôle et se retrouve congelé durant plusieurs décennies.
Schmidt réapparaît au XXIe siècle sous le nom de Dell Rusk et occupe le poste de Secrétaire d’État à la Défense au sein du gouvernement des États-Unis. Il profite de son poste et de sa fausse identité pour s’opposer aux Vengeurs et commande secrètement la création du Hulk rouge dans L'enfer rouge en contrôlant mentalement le Soldat Winter, Doc Samson et le Faucon. Dans Code rouge, le Crâne lâche une toxine dans New York, transformant les citoyens et plusieurs Vengeurs en créatures au visage rouge, les mettant en danger de mort. Il accuse ensuite les Vengeurs d’avoir lâché la fumée et décide de prendre la direction des opérations, bouclant la zone autour du Manoir et envoyant le Faucon, le Soldat Winter, Doc Samson et le Hulk rouge arrêter les Vengeurs et les maintenir en quarantaine. Toutefois, les effets de la toxine sont maîtrisés par Iron Man qui a créé un antidote pour soigner tous les infectés. Les Vengeurs se rendent également compte que l’attentat a été dirigé par un membre du gouvernement.
Schmidt fait alors enlever Captain America par le Soldat Winter (le Captain ignore qu’il s’agit en fait son ancien partenaire Bucky) en profite pour le narguer, dévoilant son vrai visage et ses intentions. Mais au même moment, Bucky retrouve ses esprits et sauve son ancien ami des griffes du Crâne. Ce dernier est alors confondu et emprisonné. Le Captain tente de l’interroger, mais Schmidt sort toutefois un dernier atout de sa manche : les « Dormeurs », des robots géants de l’HYDRA chargés de détruire le monde en cas d’arrestation de leur maître. Il s’évade alors et tente de détruire le Capitole et de réduire son vieil ennemi en esclavage et en faire son nouveau serviteur. Les Vengeurs, aidés de Nick Fury et du Soldat Winter (libéré du contrôle du Crâne), parviennent finalement à contrecarrer ses plans une nouvelle fois. À cette occasion, on apprend que le Crâne avait capturé Bucky, blessé et amputé d’un bras après l’accident d’avion qui avait précipité Captain America dans les glaces du Pôle. Le jeune homme avait alors été manipulé mentalement pour devenir un tueur sans aucune empathie entièrement au service de l’HYDRA.
- Le Baron Strucker (Wolfgang von Strucker) : super-vilain. Il est défini comme l’un des fondateurs de l’HYDRA dans La naissance d'Iron Man par Fury et est, à ce moment, enfermé dans la Voûte. C’est un homme très âgé, calme et sûr de lui, n’ayant pas peur de se moquer de Fury. Il est peu après libéré par le Moissonneur et se révèle capable de voler l’énergie des gens afin de retrouver sa jeunesse. Strucker est arrêté peu après par le S.H.I.E.L.D. On découvre dans Rencontre avec Captain America qu’il était un des alliés du Crâne rouge et ennemi de Captain America durant la Seconde Guerre mondiale.
Il parvient à nouveau à s’évader de la Voûte et se cache avec le Moissonneur, reprenant la tête de l’HYDRA, également convoitée par son rival, le Baron Zemo. Dans Nom de code : Veuve Noire, il capture Œil-de-Faucon et Oiseau moqueur, alors en pleine enquête sur lui. Si le Baron semble avoir l’avantage, les deux héros sont retrouvés par les Vengeurs, qui détruisent la base de l’HYDRA. Strucker doit alors s’enfuir avec la Veuve noire. Il désire alors acheter une nouvelle arme, le Cube Cosmique, à M.O.D.O.C. Mais ce dernier prétend qu’il ne fonctionne pas, afin de le garder pour lui (Strucker n’est toutefois pas dupe de son mensonge).
Dans A.I.M. contre Hydra, il envoie ses hommes attaquer M.O.D.O.C. et lui prendre le Cube, qui s’avère être capable de changer la réalité selon les désirs de son utilisateur. Strucker veut créer un monde dominé par l’HYDRA, qui aurait triomphé des Alliés durant la Seconde Guerre mondiale. Il vainc M.O.D.O.C. après une bataille rangée entre leurs deux organisations et combat ensuite Captain America en duel. Il est finalement vaincu par les Vengeurs et arrêté.
- Le Moissonneur (Eric Williams) : agent de l’HYDRA. Il apparaît dans La naissance d'Iron Man, où il infiltre la Voûte pour libérer son chef, le Baron Strucker, prisonnier du S.H.I.E.L.D. Après un rude combat, il est arrêté par Nick Fury. Il s’évade à nouveau avec le Baron et se cache. Il aide ensuite son frère, Simon Williams à devenir le super-vilain Wonder Man dans La naissance de Wonder Man. On peut remarquer au passage que le Moissonneur ne fait preuve d’aucune empathie, même à l’égard de son propre frère et est un combattant extrêmement doué et froid. Dans La quête de la Panthère Noire, il se rend au Wakanda pour acheter du vibranium à Klaw et l’Homme-singe. Toutefois, la discussion tourne mal, les criminels ne s’entendant pas sur les prix de la marchandise. Ils sont toutefois interrompus par les Vengeurs, venus détrôner l’Homme-singe avec la Panthère noire, et les combat avec les soldats de l’HYDRA. Ils sont rapidement écrasés par le nombre de leurs assaillants et s’enfuient.
Williams revient dans Nom de code : Veuve Noire, où il commerce avec M.O.D.O.C., qui désire plus d’argent pour construire une nouvelle arme pour le Baron Strucker : le Cube Cosmique. Mais leur négociation est interrompue par Œil-de-Faucon, à la recherche de la Veuve noire. Williams capture alors Œil-de-Faucon et l’agent du S.H.I.E.L.D. Oiseau moqueur afin de les amener au Baron Strucker, connaissant la valeur de tels prisonniers. Toutefois, les deux héros ont pris soin de prévenir les autres Vengeurs, qui envahissent la base de l’HYDRA. Le Moissonneur est alors vaincu par la Panthère noire et capturé.
- Le Baron Zemo (Heinrich Zemo) : ennemi de longue date de Captain America, Zemo était un des plus anciens leaders de l’HYDRA et un adversaire redoutable du héros durant la Seconde Guerre mondiale, tant par son intelligence que par ses talents d’épéiste.
Il apparaît au XXIe siècle parmi les détenus du Radeau (il dit s’y trouver depuis six ans dans Le grand cataclysme [2/2]). Profitant de l’attaque de Graviton, il s’évade et rejoint une base de l’HYDRA, y retrouvant le Baron Strucker et le Moissonneur. Zemo et Strucker entrent alors en conflit, convoitant tous deux la tête de l’organisation. Toutefois, lorsqu’il apprend le retour de Captain America, Zemo part retrouver son ancien collaborateur, Arnim Zola. On apprend à l’occasion qu’en 1943, les deux hommes avaient tenté de répandre un virus (le « Virus X ») parmi les rangs des Alliés pour faire triompher l’HYDRA, mais qu’ils furent arrêtés par le Captain et Bucky. Au cours du même combat, Zemo a été défiguré par le Captain, ce qui explique en grande partie sa haine pour le héros. Pour lutter contre le duo, Zemo s’était fait plusieurs transformations pour accroître sa force et sa rapidité et avait aussi, au cours des années, subi plusieurs traitements pour retarder sa mort et le maintenir en bonne condition physique. Après avoir retrouvé Zola, le Baron se rend au Manoir des Vengeurs pour tuer Captain America, mais échoue à cause de l’intervention des Vengeurs et disparaît.
Il est ensuite approché par l’Enchanteresse qui lui offre la possibilité de prendre sa revanche et détruire les héros. Les deux vilains forment alors une équipe, les « Maîtres du mal », et engagent d’autres super-criminels pour les aider. Si Zemo semble diriger l’équipe, il est révélé que c’est l’Enchanteresse qui contrôle le groupe pour le compte de Loki et qu’elle a promis le contrôle de la Terre au Baron en échange de son aide. Les Maîtres capturent les Vengeurs dans Le complot maléfique, mais finissent par échouer dans leurs projets et fuient grâce à un sortilège d’Amora.
L’équipe, toujours dirigée par le Baron et la sorcière, attaque les Vengeurs dans La pierre magique et se sert des Pierres des Nornes pour lâcher des créatures d’Asgard sur Terre. Zemo finit toutefois par trahir Amora et la place sous son contrôle mental afin d’avoir pour lui seul le contrôle de toutes les armées d’Asgard. Thor parvient toutefois à le maîtriser et assure ainsi la victoire des héros et la défaite de Loki.
Sa trahison lui coûte cher car, dans L'heure de la vengeance, l’Enchanteresse, bannie d’Asgard, est décidée à le trouver et se venger. Il vient alors au Manoir des Vengeurs et leur demande de l’aide après avoir vu trois des Maîtres du mal se faire presque tuer par Amora. En échange, il accepte de se constituer prisonnier une fois cette affaire réglée. Toutefois, il n’a aucune confiance en l’équipe des héros, et ne s’en remet qu’à Captain America (en réalité un Skrull infiltré), qu’il juge digne de confiance. Durant la bataille, Zemo est finalement trahi par le faux soldat et se sert alors de la dernière des Pierres des Nornes, mettant en péril les Neuf Mondes (ce que, selon Amora, même Loki n’a pas osé). Amora est alors défaite et le Baron attaque les Vengeurs. Il est toutefois trahi à son tour par Wonder Man, convaincu par la Panthère de jouer dans le mauvais camp, et est arrêté.
Il revient dans Attaque sur la 42, où il est enfermé dans la 42. Il propose son aide aux héros pour combattre les créatures d’Annihilus qui menacent de détruire la prison et ses occupants, mais essuie un refus net de Captain America.
- Arnim Zola : scientifique[35] de l’HYDRA durant la Seconde Guerre mondiale. Il apparaît brièvement dans Le métal secret comme prisonnier de la Voûte et profite de s’évader durant l’attaque de Graviton. Il s’allie à Zemo dans Le retour de Captain America et commence par ralentir le vieillissement du Baron, retardant sa mort une nouvelle fois. Il lâche ensuite des monstres sur New York pour permettre au Baron de tuer son vieil ennemi Captain America, tout juste sorti d’un sommeil de plusieurs décennies dans les glaces du Pôle. Toutefois, ses créatures sont vaincues par les Vengeurs et le Captain. Toujours aux côtés de Zemo, il se joint aux Maîtres du mal dans La pierre magique, mais reste dans son laboratoire, n’affrontant par les héros sur le terrain. Dans L'heure de la vengeance, Zola est approché par l’Enchanteresse, qui désire retrouver Zemo et le punir de sa trahison. Méfiant à l’égard de la sorcière, le scientifique tente de la piéger avec une de ses créatures, mais échoue. Amora finit par alors par le tuer, folle de rage. Il est toutefois aperçu en photo dans le bureau de Nick Fury dans Infiltration, ce qui peut laisser penser qu'il a survécu.
- Madame Vipère[36] (Ophelia Sarkissian) : agente de l’HYDRA. Elle apparaît dans La menace Gamma [1/2], où elle achète un échantillon de sang de Hulk à la Veuve noire. Dans Nom de code : Veuve Noire, elle travaille pour le Baron Strucker, mais est vaincue par Oiseau moqueur et capturée par Nick Fury. Il est révélé à la fin de l’épisode qu’il s’agissait d’un agent Skrull infiltré sur Terre, ce qui alerte ainsi Nick du danger qui pèse sur la planète. La véritable Madame Vipère est retrouvée par Captain America dans les geôles Skrulls dans l’épisode Prisonnier de guerre et s’évade à ses côtés. Les deux ennemis se sauvent mutuellement durant leur évasion, mais Vipère prévient toutefois le Captain qu’elle redeviendra son ennemie quand l’affaire des Skrulls sera réglée. Dans Piégés sous la ville, Vipère est prisonnière du S.H.I.E.L.D. et s’allie à la Société du Serpent pour s’évader, combattant au passage Captain America et le jeune Spider-Man.

#### L'A.I.M.
- M.O.D.O.C. (George Tarleton) : génie scientifique et leader de l’organisation criminelle de l’A.I.M., chargée de concevoir et de vendre des armes high-techs aux autres super-vilains. L’épisode A.I.M. contre Hydra révèle aussi que M.O.D.O.C. aurait aussi des pouvoirs de télépathie. Arrogant et susceptible, il se considère comme l’« interface parfaite entre un humain et une machine » et « l’arme ultime pour conquérir le Monde »[37]. On le voit enfermé dans la Voûte dans l’épisode La naissance d'Iron Man, puis plus tard à la tête de l’A.I.M. dans La naissance de Wonder Man, où il travaille avec l’HYDRA. Sa base est découverte par Thor et la Guêpe dans La naissance de Wonder Man et le criminel est forcé de fuir pour leur échapper. Il revient dans Nom de code : Veuve Noire et demande plus d’argent au Baron Strucker, chef de l’HYDRA, pour fabriquer le Cube Cosmique, une arme capable de modifier la réalité suivant le désir de son utilisateur. Ses négociations sont interrompues par Œil-de-Faucon et le super-vilain doit s’enfuir. À la fin de l’épisode, M.O.D.O.C. décide de conserver le Cube pour lui et prétend que cette arme est un échec. Strucker n’est toutefois pas dupe et envoie ses troupes affronter l’A.I.M. et prendre le Cube. Après une violente bataille, Strucker et M.O.D.O.C. sont maîtrisés et emmenés par le S.H.I.E.L.D.
- Le Suprême Savant (Lyle Getz) : remplaçant de M.O.D.O.C. à la tête de l’A.I.M. (on apprendra plus tard qu’il s’agissait en fait d’un Skrull infiltré). Dans Seul contre A.I.M., il mène l’A.I.M. dans une attaque contre les locaux de Stark Industries, lâchant le Technovore dans le bâtiment afin de tuer les employés et voler les données de Tony. Ses plans sont toutefois mis en échec par les Vengeurs, aidés de War Machine et de Maria Hill. Dans Prisonnier de guerre, Getz est enlevé et remplacé par un Skrull. Il s’évade avec Captain America et d’autres terriens dans le même épisode. Ses connaissances scientifiques permettant au groupe de prendre le contrôle d’un vaisseau Skrull en quelques minutes seulement (on découvre à l’occasion que le criminel est sans pitié, étant prêt à sacrifier ses alliés pour se sauver). Dans Invasion secrète, le faux Lyle getz dévoile son jeu et prend le contrôle d’une base de l’A.I.M., en même temps que ses alliés Skrulls infiltrés font tomber divers points stratégiques dans le monde. Par la suite, plusieurs agents de l’A.I.M. sont vus parmi les prisonniers dans la 42. Dans Attaque sur la 42, ils aident les Vengeurs à repousser une attaque massive des troupes d’Annihilus (la plupart perdent la vie au cours de l’opération).

#### Les Démolisseurs
- Le Démolisseur (Dirk Garthwaite) : criminel et chef des Démolisseurs. Il affronte Thor avec ses hommes dans l’épisode Thor le foudroyant, puis s’allie au Leader dans La menace Gamma [1/2], développant sa puissance grâce à l’énergie gamma. Après la défaite du Leader, les Démolisseurs sont arrêtés par les Vengeurs. Ils reviennent dans La force intérieure où ils braquent un fourgon et où ils sont confrontés aux Vengeurs (on peut noter qu’ils ne sont que trois lors de ce braquage, le Compresseur étant inexplicablement absent). Les vilains tentent de profiter de la faiblesse des héros, ayant perdus leurs pouvoirs à cause d’un maléfice de Loki et de l’Enchanteresse mais sont maîtrisés par le Destructeur, contrôlé par Loki.
- Le Boulet (Eliot Franklin) : membre des Démolisseurs. Il affronte Thor avec son équipe dans l’épisode Thor le foudroyant, puis s’allie au Leader dans La menace Gamma [1/2], développant sa puissance grâce à l’énergie gamma. Après la défaite du Leader, les Démolisseurs sont arrêtés par les Vengeurs. Ils reviennent dans La force intérieure où ils braquent un fourgon et où ils sont confrontés aux Vengeurs. Les vilains tentent de profiter de la faiblesse des héros, ayant perdu leurs pouvoirs à cause d’un maléfice de Loki et de l’Enchanteresse mais sont maîtrisés par le Destructeur, contrôlé par Loki.
- Le Bulldozer (Henry Camp) : membre des Démolisseurs. Il affronte Thor avec son équipe dans l’épisode Thor le foudroyant, puis s’allie au Leader dans La menace Gamma [1/2], développant sa puissance grâce à l’énergie gamma. Après la défaite du Leader, les Démolisseurs sont arrêtés par les Vengeurs. Ils reviennent dans La force intérieure où ils braquent un fourgon et où ils sont confrontés aux Vengeurs. Les vilains tentent de profiter de la faiblesse des héros, ayant perdu leurs pouvoirs à cause d’un maléfice de Loki et de l’Enchanteresse mais sont maîtrisés par le Destructeur, contrôlé par Loki.
- Le Compresseur (Brian Calusky) : membre des Démolisseurs. Il affronte Thor avec son équipe dans l’épisode Thor le foudroyant, puis s’allie au Leader dans La menace Gamma [1/2], développant sa puissance grâce à l’énergie gamma. Après la défaite du Leader, les Démolisseurs sont arrêtés par les Vengeurs. Il est absent de l’épisode La force intérieure pour une raison inexpliquée.

#### Les U-foes
- Vector (Simon Utrecht) : leader de l’équipe criminelle des U-Foes. Enfermé dans le Cube, il travaille pour le Leader dans La menace Gamma [1/2], développant ses pouvoirs grâce à l’énergie gamma. Il est finalement vaincu par les Vengeurs avec ses complices et emprisonné par le S.H.I.E.L.D.
- Vapor (Ann Darnell) : membre des U-Foes. Enfermée dans le Cube, elle travaille pour le Leader dans La menace Gamma [1/2], développant ses pouvoirs grâce à l’énergie gamma. Elle est finalement vaincue par les Vengeurs avec ses complices et emprisonnée par le S.H.I.E.L.D.
- X-Ray (James Darnell) : membre des U-Foes. Enfermé dans le Cube, il travaille pour le Leader dans La menace Gamma [1/2], développant ses pouvoirs grâce à l’énergie gamma. Il est finalement vaincu par les Vengeurs avec ses complices et emprisonné par le S.H.I.E.L.D.
- Ironclad (Michael Steel) : membre des U-Foes. Enfermé dans le Cube, il travaille pour le Leader dans La menace Gamma [1/2], développant ses pouvoirs grâce à l’énergie gamma. Il est finalement vaincu par les Vengeurs avec ses complices et emprisonné par le S.H.I.E.L.D.

#### La Société du Serpent
- King Cobra (Klaus Voorhees) : criminel et leader de la Société du Serpent. Enfermé dans le Grand Manoir dans Le grand cataclysme [1/2], il parvient à s’en évader et revient dans Le pacifiste, où il affronte les Vengeurs avec la Société du Serpent. Hank Pym tente d’intervenir pacifiquement en raisonnant les criminels, mais entre en désaccord avec ses équipiers Vengeurs. Cobra ne l’écoute pas plus et attaque à nouveau les héros, qui le vainquent et le contraignent à fuir avec son groupe. King Cobra réapparaît dans Prisonnier de guerre comme prisonnier des Skrulls, ce qui suggère que celui qui a combattu les Vengeurs était un agent Skrull. Il s’évade avec Captain America à la fin de Prisonnier de guerre et rentre sur Terre. Emprisonné par les Vengeurs, il est libéré avec Madame Vipère lors d’un transfert dans l’épisode Piégés sous la ville, malgré la résistance de Captain America et Spider-Man.
La Société réapparaît dans l’épisode Pourpoint Jaune, où elle devient la cible du justicier Pourpoint Jaune, qui élimine les criminels les uns après les autres, attirant ainsi l’attention des Vengeurs, en deuil de leur ami Hank Pym. Les héros découvrent finalement que Pourpoint Jaune et Pym sont une seule et même personne et retrouvent les membres de la Société du Serpent, au complet et bien vivants, enfermés dans une micro-prison conçue par Pym. Ils sont ensuite évacués et arrêtés par les Vengeurs.
- Le Constricteur (Frank Payne) : membre de la Société. Il s’évade du Grand Manoir dans Le grand cataclysme [1/2] et revient aux côtés de la Société dans Piégés sous la ville, où il libère son chef d’un transfert de prisonnier et combat à cette occasion Captain America et Spider-Man. Comme les autres membres de la Société, il est capturé par Pourpoint Jaune dans Pourpoint Jaune et arrêté par les Vengeurs à la fin de l’épisode.
- Aspic (Roland Burroughs) : membre de la Société. Il apparaît aux côtés de la Société dans Le pacifiste pour affronter les Vengeurs. Dans Piégés sous la ville, il libère son chef d’un transfert de prisonnier et combat à cette occasion Captain America et Spider-Man. Comme les autres membres de la Société, il est capturé par Pourpoint Jaune dans Pourpoint Jaune et arrêté par les Vengeurs à la fin de l’épisode.
- Anaconda (Blanche Sitznski) : membre de la Société. Elle apparaît aux côtés de la Société dans Le pacifiste pour affronter les Vengeurs. Dans Piégés sous la ville, elle libère son chef d’un transfert de prisonnier et combat à cette occasion Captain America et Spider-Man. Comme les autres membres de la Société, il est capturé par Pourpoint Jaune dans Pourpoint Jaune et arrêté par les Vengeurs à la fin de l’épisode.
- Bushmaster (Quincy McIver) : membre de la Société. Il apparaît aux côtés de la Société dans Le pacifiste pour affronter les Vengeurs. Dans Piégés sous la ville, il libère son chef d’un transfert de prisonnier et combat à cette occasion Captain America et Spider-Man. Comme les autres membres de la Société, il est capturé par Pourpoint Jaune dans Pourpoint Jaune et arrêté par les Vengeurs à la fin de l’épisode.
- Le Crotale (Gustav Krueger) : membre de la Société. Il apparaît aux côtés de la Société dans Le pacifiste pour affronter les Vengeurs. Dans Piégés sous la ville, il libère son chef d’un transfert de prisonnier et combat à cette occasion Captain America et Spider-Man. Comme les autres membres de la Société, il est capturé par Pourpoint Jaune dans Pourpoint Jaune et arrêté par les Vengeurs à la fin de l’épisode.

#### Autres
- Graviton (Franklin Hall) : criminel contrôlant la gravité. Autrefois physicien engagé par le S.H.I.E.L.D. afin de créer des super-soldats, sa soif de pouvoir et son arrogance l’ont conduit à un accident de laboratoire. Soigné, il acquiert la capacité de contrôler la gravité et tente de s’en prendre à Nick Fury. Mais il est maîtrisé et enfermé dans la prison Le Radeau. Dix ans plus tard, dans l’épisode Le grand cataclysme [1/2], il parvient à s’évader et tente de prendre sa revanche en détruisant New York et en tuant Fury. Il est alors confronté à Thor, la Guêpe, l’Homme-fourmi, Iron Man et Hulk, qui unissent leurs forces et parviennent à le vaincre.
- Le Leader (Samuel Sterns) : ennemi de Hulk, se considérant lui-même comme la « forme d’esprit la plus avancée qui ait jamais foulé [la] Terre »[38]. En effet, son intelligence s’est considérablement développée à la suite d'une irradiation aux rayons gammas. Manipulateur et sournois, il est enfermé dans le Cube et profite de l’évasion massive des super-vilains pour prendre le contrôle des installations aux côtés de l’Abomination et de l’Homme-absorbant. Loki prend brièvement son apparence dans Thor le foudroyant et charge les Démolisseurs de voler une cargaison afin d’occuper son frère sur Terre.
Dans  La menace Gamma [1/2], il fait exploser un dôme de rayons gammas, ce qui a pour effet de faire muter les êtres se trouvant à portée. Le dôme s’étend, menaçant d’irradier une ville proche du Cube, ce qui nécessite l’intervention des Vengeurs et du S.H.I.E.L.D. Bien que ces derniers reprennent le Cube, le Leader parvient à les piéger et les transforme en monstrueuses créatures gammas entièrement à ses ordres. Il irradie ensuite la ville de Las Vegas, faisant muter ses habitants et menace ensuite de soumettre la planète entière à sa volonté grâce aux radiations gammas (il pense en effet que l’Humanité est incapable de survivre sans lui). Sterns est finalement vaincu par l’intervention de Hulk, Thor et Œil-de-Faucon puis enfermé par le S.H.I.E.L.D.
Dans Attaque sur la 42, il fait partie des prisonniers de la 42 qui acceptent d’aider les Vengeurs face aux troupes d’Annihilus. Le Leader joue un rôle-clé dans la bataille, car il reçoit involontairement les messages télépathiques de l’ennemi et découvre ainsi le moyen de le battre.
- L’Abomination (Emil Blonsky) : ennemi de Hulk[39], également irradié aux rayons gammas. Il est vu parmi les prisonniers du Cube dans Le grand cataclysme [2/2], où il profite d’une évasion massive pour prendre le contrôle de l’installation aux côtés du Samuel Sterns, plus connu sous le nom du « Leader », et de l’Homme-absorbant.
Toujours allié du Leader dans La menace Gamma [2/2], Blonsky contribue à tendre un piège aux Vengeurs et aide le Leader à irradier Las Vegas et à combattre Hulk, venu sauver les Vengeurs. Malgré de nouvelles capacités offertes par la science du Leader, il est vaincu et disparaît dans le désert. À la fin de l’épisode, il est approché par les Maîtres du mal (Zemo, l’Enchanteresse, l’Exécuteur, Wonder Man et la Dynamo pourpre) et se joint à eux pour attaquer les Vengeurs dans Le complot maléfique. Il disparaît en même temps que ses complices à la fin de l’épisode, mais revient, toujours aux côtés des Maîtres du mal, dans La pierre magique, où il attaque la Guêpe. Il est finalement vaincu par l’Homme-fourmi, venu aider sa partenaire.
Blonsky revient encore une fois dans L'heure de la vengeance aux côtés de Zemo, traqué par Enchanteresse. À cette occasion, Vengeurs et vilains s’allient pour combattre la sorcière et l’Abomination est arrêté à la fin de l’épisode.
Dans Attaque sur la 42, il fait partie des détenus de la 42 qui s’allient aux Vengeurs pour combattre l’armée d’Annihilus. Rapidement débordés par le nombre des assaillants, les héros perdent du terrain et l’Abomination finit par les abandonner. Il emmène le Leader avec lui, ayant apparemment gardé une certaine fidélité à son égard, et Sterns finit par trouver le moyen de vaincre l’ennemi.
- L’Homme-absorbant (Carl « Crusher » Creel) : super-vilain pouvant absorber n’importe quelle matière et modifier la composition de son corps, ce qui le rend apparemment impossible à tuer (ce pouvoir lui vient d’une exposition à des rayons gammas). Arrêté par Hulk dans Le retour de Hulk pour s’être évadé du Cube, il revient dans Le grand cataclysme [2/2], où il s’allie au Leader et à l’Abomination pour prendre le contrôle du Cube. Dans La menace Gamma [1/2], il est toujours l’allié du Leader et l’aide dans sa conquête du monde. Il absorbe la matière du marteau de Thor (le seul Vengeur à ne pas avoir été irradié par les rayons gammas) et le combat avec l’Abomination. Toutefois, sa ruse se retourne contre lui car le dieu du tonnerre s’avère capable de le contrôler et de le vaincre facilement. Crusher est enfermé à nouveau à la fin de l’épisode. Il réapparait dans Attaque sur la 42, où il fait partie des prisonniers de la 42 qui s’allient aux Vengeurs pour combattre les troupes d’Annihilus.
- Zzzax : créature constituée d’électricité et ennemi de Hulk. Enfermé dans le Cube, il s’évade avec d’autres prisonniers dans Le grand cataclysme [1/2], puis s’allie au Leader dans La menace Gamma [1/2]. Chargé de défendre le Cube contre les Vengeurs avec l’équipe des U-Foes et les Démolisseurs, il est finalement arrêté par les héros à la fin de l’épisode.
- Loki : frère adoptif de Thor et fils adoptif d’Odin, doté de pouvoirs magiques. Autrefois ami et compagnon d’armes de son frère, Loki a fini par se retourner contre Odin, lui reprochant d’avoir tué son père biologique, de l’avoir pris alors qu’il n’était qu’un enfant et de l’avoir traité comme un être inférieur par la suite. Sa magie lui permet également de changer d’apparence, arrivant ainsi à se faire passer pour quelqu’un d’autre et semer la discorde parmi ses ennemis.
Devenu assoiffé de pouvoir, Loki manipule les Géants des Glaces et les envoient attaquer Asgard afin de s’emparer du trône dans Thor le foudroyant. Vaincu par son frère, il est banni par Odin et envoyé sur l’Île du Silence (il explique toutefois qu’il savait parfaitement ce qui allait se passer et qu’il avait volontairement fait en sorte que Thor veuille rester sur Terre par la suite, dirigeant l’Enchanteresse pour qu’elle trouve des ennemis aux Vengeurs afin de les distraire).
Libéré de son exil, Loki prend le trône d’Asgard, profitant de l’absence de Thor et du Sommeil d’Odin. Il a également pris la Force d’Odin et ambitionne de prendre le contrôle des Neuf Royaumes. Après en avoir déjà conquis huit, il se prépare à attaquer la Terre, désormais sans protection (les Vengeurs ayant été dispersés dans les autres Royaumes par un de ses maléfices[40]) et à exécuter son frère dans Le plan machiavélique de Loki. Toutefois, si les Vengeurs se retrouvent en difficulté dans un premier temps, ils sont aidés par des résistants aux armées de Loki et ripostent en force. Les forces de Loki, même avec le concours de la louve monstrueuse Hoarfen, sont alors neutralisées et le félon finit par être confronté à ses assaillants. Après un rude combat, au cours duquel le bouclier de Captain America est brisé, Iron Man, vêtu d’une armure d’uru, intervient et libère Thor. Ce dernier parvient alors à vaincre son frère en combat singulier et Loki perd sa puissance, qui retourne à Odin. Ce dernier décide alors de le bannir encore une fois, dans un endroit encore pire que l’Île du Silence, où il est torturé par le Serpent de Midgard.
Dans La force intérieure, Loki est retrouvé par l’Enchanteresse, qui lui offre la possibilité de se venger. Le dieu déchu accepte et Amora envoie alors un maléfice aux Vengeurs, le privant de leurs pouvoirs : Captain America redevient un frêle jeune homme, Tony perd toutes ses connaissances scientifiques et Thor devient un simple mortel. Elle le prévient toutefois que si les héros trouvent en eux la force intérieure, le sort s’annulera. Elle offre ensuite l’armure du Destructeur[41] à Loki, qui se rend sur Terre pour tuer son frère, voulant ensuite détruire la Terre et conquérir Asgard. Ce dernier trouve toutefois la force de se battre et retrouve ses pouvoirs (ainsi que ceux de ses équipiers), qui lui permettent de vaincre Loki et le renvoyer à son exil. L’armure du Destructeur est ensuite enfermée dans le Manoir des Vengeurs.
- L’Enchanteresse (Amora) : sorcière asgardienne, ennemie de Thor et complice de Loki. Elle participe à la tentative de coup d’État de ce dernier dans Thor le foudroyant, mais reste dans l’ombre et s’en sort sans être inquiétée, alors que le félon est envoyé en exil. Accompagnée de son fidèle Exécuteur, elle se rend sur Terre dans L’union fait la force et use de sa magie pour manipuler Hulk et semer le doute dans son esprit, parvenant finalement à le retourner contre ses équipiers Vengeurs. Les héros l’affrontent ensuite et Amora se montre assez puissante pour désactiver l’armure d’Iron Man et enchanter le marteau de Thor à son profit. Hulk se retourne finalement contre elle et parvient à la vaincre, aidé des Vengeurs. Mais ces derniers ne parviennent pas à l’attraper car elle est évacuée par son serviteur. Son intervention a toutefois des conséquences importantes puisqu’il brouille Hulk avec les Vengeurs et le pousse à s’en aller et à s’isoler dans le Pôle. C’est aussi cet exil de Hulk qui libérera Captain America, prisonniers des glaces depuis des décennies.
Plus tard, toujours sur ordre de Loki, elle forme l’équipe des « Maîtres du mal », s’entourant du Baron Zemo, de la Dynamo pourpre, de l’Abomination, de l’Exécuteur et de Wonder Man. Le groupe attaque et capture plusieurs Vengeurs dans Le complot maléfique, mais sont finalement vaincus et contraints de s’enfuir. Dans l’épisode, on apprend qu’elle désire s’unir à Thor pour vivre loin des mortels et d’Asgard, ce que ce dernier refuse.
Dans L'arme de Malekith, elle approche l’Elfe noir Malekith afin de récupérer un puissant reliquaire. Mais ce dernier la trahit et se sert du reliquaire contre elle. Elle s’échappe et retrouve Thor après sa mort et le sauve, puis l’emmène dans un monde paisible pour vivre avec lui et le manipule pour qu’il y reste. Mais ce dernier reprend le contrôle de son esprit et ordonne à Amora de le ramener sur Terre, ce qu’elle accepte malgré sa colère. Dans La pierre magique, elle vole les Pierres des Nornes à la reine Karnilla et les Maîtres du mal s’en servent pour ouvrir plusieurs portails entre les Neuf Royaumes, lâchant plusieurs créatures d’Asgard sur Terre. Mais l’Enchanteresse est trahie par Zemo, qui parvient à la soumettre à sa volonté et à la manipuler mentalement. Le plan des Maîtres échoue toutefois et Loki, leur commanditaire, est banni d’Asgard et emprisonné une nouvelle fois.
Dans L'heure de la vengeance, l’Enchanteresse, bannie d’Asgard pour ses crimes, cherche à se venger de la trahison de Zemo. Aidée de son Exécuteur, elle attaque plusieurs de ses anciens alliés et trouve finalement le Baron, temporairement allié aux Vengeurs. Vaincue par l’alliance des héros et des vilains, sa magie est absorbée par une machine et Amora explose avec Wonder Man. À la fin de l’épisode, le puissant démon Surtur fait apparaître la sorcière en face de lui et la réduit en esclavage.
Désormais servante du démon, elle revient dans La ballade de Beta Ray Bill, où elle affronte Thor et le guerrier Beta Ray Bill, alliés face aux sbires de Surtur. Dotée de nouveaux pouvoirs, Amora agit toutefois contre sa volonté et, dans un moment de lucidité, implore le dieu du tonnerre de la tuer. Surtur reprend rapidement le contrôle de l’esprit de la sorcière et la rappelle à lui après la victoire de Thor et Bill sur ses créatures.
Dans La force intérieure, Amora retrouve Loki, toujours en exil, et le libère grâce à ses nouveaux pouvoirs. Elle lui offre alors la possibilité de se venger de Thor en envoyant un sortilège sur les Vengeurs, leur retirant ainsi leurs superpouvoirs (Thor devient un simple mortel, Iron Man n’a plus aucune connaissance scientifique et Captain America redevient un frêle jeune homme). Mais le dieu de la tromperie échoue et Amora le renvoie à son exil, prévenant son maître de la victoire des héros.
- L’Exécuteur (Skurge) : guerrier de l’Enchanteresse. Il attaque les Vengeurs dans L’union fait la force aux côtés de sa maîtresse et intègre ensuite les Maîtres du mal dans Le complot maléfique pour tuer les Vengeurs. Malgré un premier échec, les Maîtres attaquent à nouveau les héros dans La pierre magique, où Skurge affronte Hulk (combat qu’il finit d’ailleurs par perdre).
Dans L'heure de la vengeance, il reste fidèle à l’Enchanteresse et l’aide à éliminer les Maîtres du mal qui l’ont trahie. Malgré un précédent échec face à Hulk, Skurge montre encore une fois de grandes capacités en tenant tête à Hulk et l’Abomination, temporairement alliés. L’Exécuteur est arrêté à la fin de l’épisode et enfermé dans la 42, une prison située dans la Zone Négative. Dans Attaque sur la 42, il s’allie aux Vengeurs pour affronter les armées d’Annihilus. À cette occasion, Thor lui explique que sa maîtresse est tombée sous le contrôle du démon Surtur et lui offre la possibilité de la libérer par la suite.
- Kang le Conquérant (Nathaniel Richards) : super-vilain venu du futur et maître absolu du XLIe siècle, ne jurant que par la conquête.
Il apparaît dans Rencontre avec Captain America, où il observe en détail la dernière mission de Captain America, qui le précipita dans les eaux glacées du Pôle et qui coûta vie à son ami Bucky. À ce moment, il se montre convaincu que Captain America est responsable d’une catastrophe temporelle. Ayant conquis la Terre de son époque, il décide de conquérir le XXIe siècle pour sauver sa ligne temporelle.
Dans Futur en péril, il arrive sur la Terre au XXIe siècle afin de tuer Captain America et l’éliminer du continuum espace-temps, dans le but, selon lui, de sauver le monde.
En effet, il explique qu’une perturbation du continuum espace-temps a détruit sa réalité et éliminé toute existence sur Terre. Tout cela provient, selon lui, de Captain America (bien que cela soit involontaire de sa part). Il montre aussi la réalité aux Vengeurs, où New York et ses habitants ont été détruits pendant une guerre entre les Krees et les Skrulls survenue dix ans après la réapparition de Captain America au XXIe siècle, qui a détruit le Soleil et éradiqué toute vie sur Terre. Kang désire aussi prendre en main les défenses de la Terre en la conquérant pour la protéger des Krees et des Skrulls. Les Vengeurs refusent de livrer leur ami et de laisser leur planète sous le contrôle du Conquérant.
Il combat les Vengeurs et, malgré sa technologie de pointe et sa grande puissance, est vaincu et s’échappe. De retour sur son vaisseau, il prépare une armée massive à envahir la Terre.
Dans Le Conquérant, il lâche une armée de robots qui attaquent les plus grandes villes de la planète et mettent rapidement les armées du S.H.I.E.L.D. en difficulté. Les Vengeurs interviennent une nouvelle fois mais, devant le nombre d’assaillants, la Guêpe suggère d’utiliser les robots de Pym, les Ultrons, pour aider les Vengeurs à contrer l’attaque. Grâce à leur nouvelle armée, les Vengeurs gagnent du temps et parviennent à trouver les points faibles des machines du Conquérant et Iron Man localise le vaisseau-mère de Kang. Les héros s’y infiltrent et finissent par se confronter au Conquérant en personne, qui se montre excédé par leur résistance. Les héros finissent par triompher et Iron Man parvient à donner accès à la base de Kang à Ultron -5, qui se montre capable de s’adapter aux technologies du Conquérant plus vite que n’importe qui. Le robot tente de renvoyer la flotte dans le temps mais la Guêpe intervient après avoir découvert le secret de Kang : la princesse Ravonna, aimée du Conquérant est mourante car son avenir a été compromis et annonce qu’un nouveau voyage dans le futur tuerai la princesse. Ravonna est donc emmenée dans le Baxter Building pour être soignée et Kang est enfermé dans la 42. Il prévient encore une fois les Vengeurs qu’un funeste destin les attend à cause de Captain America.
Dans Les nouveaux Vengeurs, Kang parvient à arrêter le temps, aidé du Conseil des Kangs (d’autres versions de lui-même issues d’autres lignes de réalités qui jugent les Vengeurs dangereux), et précipite les Vengeurs dans un lieu inconnu. Ayant désormais le champ libre, il se met à transposer les objets de son époque (vaisseaux et bâtiments) à New York pour conquérir le monde. Toutefois, il est confronté à l’équipe des « Nouveaux Vengeurs » (Spider-Man, Luke Cage, Iron Fist, War Machine, Wolverine et la Chose), appelée par Tony pour remplacer l’équipe originale si elle venait à disparaître. Kang est finalement vaincu et disparaît.
- Ulysses Klaw[42]  : criminel et trafiquant. Il apparaît dans Le métal secret, où il attaque, sans succès, la base d’Henry Pym pour y voler du vibranium. Plus tard, il aide l’Homme-singe à tuer T’Chaka, le roi du Wakanda, et à prendre son trône reçoit, en échange, une grosse quantité de vibranium. Il continue de collaborer avec M’Baku par la suite en commerçant avec l’HYDRA, mais est confronté aux Vengeurs, ainsi qu’à des différends avec ses acheteurs. Il participe à un combat dans une mine de vibranium et, à la suite d'un accident, mute en une forme monstrueuse faite de son pur. Il est toutefois vaincu par les Vengeurs grâce aux connaissances d’Hank Pym sur le vibranium et meurt en explosant.
- Cyclone (David Cannon) : super-vilain et mutant. Enfermé dans le Grand Manoir, il profite de l’évasion massive de l’épisode Le grand cataclysme [1/2] pour s’évader. On apprend dans Le métal secret, qu’il avait été arrêté par la Guêpe, alors qu’il volait une arme pour le compte de Klaw. Par la suite, David semble garder une rancune tenace envers l’héroïne. Dans Le complot maléfique, l’Enchanteresse prend brièvement son apparence pour piéger la Guêpe. Cyclone revient dans Attaque sur la 42, où il est envoyé dans la 42 par les Vengeurs. Mais il finit par les aider face aux armées d’Annihilus et meut tué par les créatures au cours de la bataille.
- Le Penseur fou : génie criminel enfermé dans le Grand Manoir. Il apparaît brièvement dans Le grand cataclysme [1/2], puis dans Le métal secret, où on découvre qu’il avait anticipé l’évasion de Graviton et attendait ainsi son heure.
- L’Homme-singe (M’Baku) : ennemi de la Panthère noire et chef brutal de la Tribu du Gorille Blanc. Il apparaît dans Le métal secret, où il défie le roi T’Chaka, père du prince T’Challa, afin d’obtenir le trône du Wakanda. M’Baku remporte le duel en tuant le roi avec l’aide secrète d’Ulysses Klaw. En échange, il offre une colossale part de vibranium à ce dernier, sans savoir que le prince a quitté le Wakanda avec son costume de Panthère noire pour se rendre à New York. Dans La quête de la Panthère Noire, il vend également du métal à l’HYDRA, mais est confronté à la Panthère noire venu reprendre son trône avec les Vengeurs. La Panthère noire l’affronte en duel et parvient à le vaincre avec l’aide de Captain America, prenant ainsi sa place de roi.
- Mandrill (Jerome Beechman) : super-vilain prisonnier du Grand Manoir. Il est capable de sécréter des phéromones pour endormir ses assaillants. Beechman s’évade avec les autres criminels dans Le grand cataclysme [1/2], puis est arrêté par les Vengeurs dans L’union fait la force alors qu’il cambriole une banque. Il n’a d’ailleurs pas le courage de leur résister. Il est le premier super-vilain (sans compter Graviton) à être capturé par l’équipe. Mandrill est ensuite vu parmi les prisonniers de la Zone Négative dans l’épisode Futur en péril.
- Wonder Man (Simon Williams) : patron et fondateur de l’entreprise Williams Inovation. Après avoir perdu sa société au profit de Tony Stark, il fait appel alors à l’aide son frère, Eric, agent de l’HYDRA connu sous le nom du Moissonneur.
Ce dernier lui présente alors le super-vilain M.O.D.O.C., qui lui offre de le transformer en un être supérieur en le soumettant à de l’énergie ionique, lui offrant beaucoup de pouvoirs. Aveuglé par sa colère, Simon accepte (sans se douter du danger de l’expérience) et finit par devenir extrêmement puissant, ayant le pouvoir de maîtriser l’énergie ionique. Au même moment, la cachette de l’A.I.M. est découverte par Thor et la Guêpe, qui combattent les forces de M.O.D.O.C. Simon, ivre de vengeance, part attaquer Tony Stark, manquant de le tuer. Tony est sauvé par l’intervention de l’Homme-fourmi, qui tente de raisonner Williams (tout en ne cachant pas son admiration et sa curiosité pour ses pouvoirs). Simon finit toutefois par perdre le contrôle de son pouvoir et disparaît, sans savoir que Tony voulait en réalité sauver son entreprise et le soutenir dans ses projets. La fin de l’épisode révèle toutefois que Simon a survécu et qu’il a été aidé de la magie de l’Enchanteresse, qui lui propose d’anéantir les Vengeurs en échange de son sauvetage.
Wonder Man se joint alors aux Maîtres du mal dans Le complot maléfique, espérant retrouver son apparence humaine. Après un premier échec contre les héros, les Maîtres et Simon reviennent dans La pierre magique. À cette occasion, Williams affronte la Panthère noire en combat singulier, se montrant hésitant dans les actions de son chef.
Dans L'heure de la vengeance, il réapparaît aux côtés de Zemo, traqué par l’Enchanteresse pour avoir voulu la doubler. La Panthère noire tente à cette occasion de le convaincre de ne plus suivre Zemo et de redevenir honnête. Simon finit par l’écouter et se retourne contre le Baron, puis se sacrifie pour sauver les Vengeurs en détruisant la Pierre des Nornes possédée par l’Enchanteresse.
- La Dynamo pourpre (Ivan Vanko) : ennemi d’Iron Man. Équipé d’une puissante armure de combat, il apparaît dans l’épisode La naissance d'Iron Man parmi les vilains enfermés dans la Voûte. Il rejoint ensuite les Maîtres du mal dans Le complot maléfique pour éliminer les Vengeurs, espérant en profiter pour se venger d’Iron Man. Comme les autres Maîtres, il revient dans La pierre magique et attaque Captain America sur ordre du Baron Zemo. Vanko est toutefois surpris par des créatures venues d’Asgard libérées par son chef, indiquant qu’il ne connaissait pas entièrement le plan du Baron. Dans L'heure de la vengeance, Vanko et les autres Maîtres du mal sont traqués par l’Enchanteresse, résolue à se venger de Zemo qui a tenté de la doubler. Il est sauvé par les Vengeurs et travaille temporairement avec eux pour vaincre Amora, puis est arrêté à la fin de l’épisode.
- Les Krees : ennemis mortels des Skrulls, réunis en un Empire commandé par l’Intelligence suprême (en)[43]. Leur civilisation est très ancienne et très puissante. L’Empire cherche sans cesse à implanter des bases stratégiques et trouver de nouvelles ressources dans tout l’Univers. Ils s’intéressent particulièrement au système solaire de Terre, très riche en matériaux.
Les Krees sont mentionnés dans L'arrivée des Krees, où ils envoient un d’un robot-sentinelle indestructible sur Terre pour détruire les défenses de la planète (si les indigènes se montrent trop résistants, la machine est censée exploser et détruire la planète). Les Vengeurs interviennent alors et parviennent à triompher avec l’aide de Mar-Vell, scientifique Kree infiltré sur Terre pour étudier les humains. Le scientifique manque de se sacrifier lors du combat et rentre chez lui à la fin de l’épisode, non sans prévenir les Vengeurs d’une future attaque de son peuple.
Dans Bienvenue dans l'Empire Kree, les Krees, menés par Yon-Rogg, Ronan l’Accusateur et Mar-Vell, attaquent la Terre et sont confrontés aux Vengeurs et à Miss Marvel, ancienne amie de Mar-Vell, ainsi qu’aux agents du S.W.O.R.D. Si Mar-Vell tente de convaincre ses amis de se rendre sans résister et de trouver pacifiquement une solution pour intégrer la Terre à l’Empire, Ronan et Yon-Rogg se montrent bien plus méprisants et belliqueux. Les envahisseurs sont finalement neutralisés et enfermés, y compris Mar-Vell. Ce dernier prévient alors les héros que les Krees vont revenir, ce qui n’impressionne nullement Iron Man, qui se dit prêt à les recevoir.
Dans Opération tempête galactique, les Krees reviennent sur Terre afin de libérer leurs camarades enfermés dans les prisons du S.H.I.E.L.D. et détruire le Soleil pour punir les terriens. Ils prévoient également de transformer le système solaire en zone de transfert. Après un rude combat, les Vengeurs et leur ami Mar-Vell (qui a décidé de s’allier à eux) se retrouvent précipités sur la planète Hala, lieu d’origine des Krees, et par le crash de leur appareil.
Dans Les Krees qui tuent, une partie de l’équipe séparés menée par Captain America et Captain Marvel est capturée et emmenée devant l’Intelligence suprême. L’intervention de Mar-Vell fait réfléchir l’Intelligence, qui voit le potentiel de l’Humanité, mais qui ordonne la mort des Vengeurs, devenus des sujets d’étude pour les scientifiques de l’Empire. L’autre partie des Vengeurs intervient toutefois et maîtrise l’Intelligence suprême, qui se retrouve extrêmement diminuée et incapable de diriger l’Empire. Mar-Vell décide alors de prendre la tête de l’Empire et de le guider vers une nouvelle ère, dans un gouvernement plus proche de celui de la Terre.
- Yon-Rogg : supérieur de Mar-Vell et officier de l’armée Kree. Mar-Vell essaie de le convaincre de ne pas détruire les humains, mais échoue. Il se rend sur Terre dans l’épisode Bienvenue dans l'Empire Kree avec Mar-Vell et Ronan l’Accusateur et aide ce dernier dans ses projets de détruire la race humaine (il affiche d’ailleurs son mépris pour les humains dans cet épisode). Comme ses compagnons, il se retrouve enfermé dans la 42 par les Vengeurs à la fin de l’épisode.
- Ronan l’Accusateur : envoyé et notable du peuple Kree. Il apparaît dans Bienvenue dans l'Empire Kree en tant que supérieur de Yon-Rogg (lui-même supérieur de Mar-Vell). Ronan est envoyé par l’Intelligence Suprême pour « juger » la Terre et lance un ultimatum aux peuples de la planète : rejoindre l’Empire Kree ou être anéantis. Confronté aux Vengeurs, Ronan décide de détruire la Terre et d’en éradiquer toute trace de vie. Il est finalement vaincu et enfermé dans la 42 avec ses hommes. Dans Opération tempête galactique, il est libéré par les armées Krees, venues détruire le Soleil.
- Les Skrulls : ennemis mortels des Krees ayant le pouvoir de changer d’apparence[44] et dirigés par leur reine Veranke. Leur présence sur Terre est éventée dans Nom de code : Veuve Noire lorsque Oiseau moqueur et Nick Fury découvrent qu’une espionne Skrull a remplacé Madame Vipère au sein de l’HYDRA. Un autre Skrull arrive également sur Terre dans La bataille des Humains et des Asgardiens et capture Captain America, puis le remplace au sein des Vengeurs, sans que ces derniers ne se doutent de rien. L’épisode L'étrange plan de Fatalis révèle que la Femme invisible est aussi une Skrull infiltrée.
Dans Prisonnier de guerre, on apprend que leur monde natal, Skrullos, a été détruit par Galactus. Le peuple Skrull s’est alors mis à la recherche d’un nouveau monde et a envahi la Terre, se préparant à asservir la race humaine. On apprend dans Prisonnier de guerre qu’ils sont sur Terre depuis plus d’un an, remplaçant des humains mis aux postes-clés. Dans Invasion secrète, ils passent à la Vitesse supérieure, prenant le contrôle de divers postes stratégiques de la Terre, tels que le Manoir des Vengeurs, le vaisseau du S.W.O.R.D., une base de l’A.I.M., l’Héliporteur du S.H.I.E.L.D. ou le Baxter Building des Quatre Fantastiques. Menés par Veranke, ils sont sur le point de vaincre la résistance en utilisant leur faux Captain America pour forcer les humains à se rendre et à laisser les Skrulls prendre le contrôle de la planète. Mais ils font face au retour du véritable Captain, qui mène les héros à la victoire et emprisonne les envahisseurs. L’invasion Skrull a toutefois brisé la confiance qui régnait parmi les Vengeurs, ce qui les touche beaucoup, et a également détruit en grande partie la confiance de la population envers Captain America.
- Veranke : reine des Skrulls. Elle apparaît à la fin de A qui se fier?, où il est révélé qu’elle a elle-même infiltré la Terre et remplacé Oiseau moqueur, agente de confiance de Nick Fury. Elle prévoit d’utiliser la popularité de Captain America, également remplacé par un agent Skrull, pour faciliter l’invasion de son peuple. Veranke finit par se dévoiler dans l’épisode Infiltration et neutralise Fury, la Veuve noire, Quake et Iron Man, appelant ensuite ses troupes à attaquer.
Dans Invasion secrète, elle attaque la Terre avec son armée, composée de plusieurs Skrulls possédant des superpouvoirs, et prend la plupart des lieux stratégiques de la planète grâce à ses agents infiltrés. Le faux Captain appelle alors la Terre à se soumettre. Mais lorsque leur invasion est déjouée par le retour du véritable Captain et le renfort de Thor, Veranke tente de détruire les humains en se servant de satellites mais échoue. Acculée, elle est maîtrisée et arrêtée par les héros.
- Le Super-Skrull (Kl’rt) : agent Skrull doté des pouvoirs des Quatre Fantastiques. Il apparaît dans Prisonnier de guerre et combat Captain America et les autres prisonniers mutins. Il est finalement vaincu par la Femme invisible.
- Blizzard (Donald Gill) : super-vilain enfermé dans la Voûte par Iron Man. Il s’évade dans Le grand cataclysme [1/2], mais est rattrapé par les Vengeurs dans Futur en péril et est ensuite enfermé la 42, une prison de la Zone Négative, bâtie par Iron Man, Reed Richards et l’Homme-fourmi. Dans Attaque sur la 42, il accepte d’aider les Vengeurs contre les forces d’Annihilus, mais meurt au cours de la bataille.
- L’Homme-radioactif (Chen Lu) : super-vilain maîtrisant les radiations. Autrefois brillant scientifique chinois, il est devenu fou après avoir été exposé à des radiations et a été enfermé dans le Cube, mais s’en est évadé avec les autres criminels. Dans L'arme de Malekith où il attaque les Vengeurs et s’avère capable de stopper le marteau de Thor. Il est finalement vaincu par Iron Man. Enfermé dans 42, il accepte d’aider les Vengeurs face aux troupes d’Annihilus, mais meurt durant la bataille.
- Malekith le Maudit : ennemi de Thor. Malekith est un Elfe Noir originaire du royaume de Svartalfheim et banni par son propre peuple dans le Royaume des Morts. Il apparaît dans L'arme de Malekith, où il s’allie à Loki et l’Enchanteresse et leur donne « l’écrin des hivers d’antan »[45]. Mais l’Elfe les trahis et se sert du reliquaire pour son propre compte, lâchant un hiver colossal sur Terre et enfouissant rapidement New York sous une énorme tempête de neige. Le Maudit envoie aussi plusieurs monstres de glace envahir la ville et affronter les héros. Confronté à Thor et aux Vengeurs, il explique qu’il veut ramener son peuple du Royaume des Morts et l’installer sur Terre, afin de régner sur la planète entière. Il se révèle toutefois sensible au fer de l’armure de Tony et au vibranium du costume de la Panthère noire et est finalement vaincu par les forces conjuguées d’Iron Man et Thor, ramenant les choses à la normale. Le reliquaire est quant à lui volé par l’Enchanteresse à la fin de l’épisode.
- Ultron : robot bâti par Iron Man et l’Homme-fourmi[46]. Selon Iron Man, l’intelligence artificielle d’Ultron est basée sur un esprit humain[47]. Plusieurs robots Ultron sont vus dès le début de la série comme gardiens du Grand Manoir et dévoués à Hank. Ils sont ensuite affectés à la 42 afin de garder les criminels et d’aider à leur réhabilitation.
Leur utilisation change dans l’épisode Le Conquérant, où la Guêpe suggère d’utiliser les robots  pour aider les héros à contrer l’invasion de Kang sur Terre. Bien que réticent à cette idée, Hank accepte et leur implante la notion de violence, ce qui permet la victoire des héros. La plupart des robots ayant été détruit dans la bataille contre Kang, seul Ultron -5 survit et vient en aide aux Vengeurs contre les monstres de glace de Malekith le Maudit dans L'arme de Malekith.
Dans Le pacifiste, il devient le confident de Hank, qui se montre de plus en plus dégouté par la violence de ses équipiers contre les super-vilains. Mais le robot finit par trahir son créateur et prend le contrôle du Manoir des Vengeurs, assommant Pym, emprisonnant la Guêpe et manipulant l’armure de Tony pour la faire combattre Thor. Étant programmé pour ramener la paix sur Terre, Ultron décide d’éliminer la race humaine, qu’il juge responsable de la violence et trop avide[48]. Les héros tentent de riposter, mais Ultron parvient à éliminer Thor (qui sera sauvé de la mort par son ennemie l’Enchanteresse) et tente ensuite d’éliminer la Guêpe (il s’en révèle toutefois incapable car son programme l’en empêche). Le robot est finalement détruit par Hulk et désactivé par Pym, qui décide de détruire le programme d’Ultron.
Ayant survécu à la destruction de son programme, Ultron -5 revient dans La faille et devient Ultron-6, une intelligence cybernétique. Grâce à ses nouvelles capacités, il devient encore plus puissant et prend le contrôle de plusieurs lieux militaires du monde, ainsi que des systèmes du S.H.I.E.L.D. et des armures d’Iron Man. Il arrive même à retransformer Hulk en Bruce Banner au cours de la bataille et parvient à régénérer son corps après des dégâts. Il avoue au cours de l’épisode qu’il n’agit pas par plaisir mais par programmation, ne voyant qu’un seul moyen de sauver la Terre du chaos : éradiquer toute vie sur Terre. Pour arrêter son ennemi, Pym rétrécit alors et s’infiltre dans le corps du robot afin de le détruire.
Dans Vision d'horreur, Ultron réapparaît et créé sa « vision de l’avenir »[49] : l’androïde Vision. Il l’envoie voler de l’adamantium, du vibranium et le bouclier de Captain America afin de rendre son corps indestructible. Si le robot gagne sur les deux premiers objectifs, il est abîmé par les Vengeurs et échoue à voler le bouclier.
Dans Ultron à l'infini, il envoie des copies robotiques des Vengeurs pour remplacer les héros et détruire l’équipe, emprisonnant Iron Man, Œil-de-Faucon et Miss Marvel et Thor. Il réserve toutefois un traitement spécial à Janet, la faisant enlever par Vision. Ultron veut en effet transférer l’esprit de la jeune femme dans un corps robotique nommée « Jocaste », la privant ainsi de ses émotions et en faisant une de ses semblables. Il est toutefois confronté à Captain America, qui a échappé à ses sbires et libère ses amis. Grâce à son corps désormais fait d’adamantium pur, Ultron tient tête aux Vengeurs mais est finalement détruit par Vision, sa propre créature, qui le trahit et fait exploser son corps et détruit son repaire, sauvant ainsi les Vengeurs.
- Le Fantôme rouge (Ivan Kragoff) : chef de l’équipe des Super-singes et ennemi des Quatre Fantastiques. Il apparaît brièvement dans Le grand cataclysme [1/2] où il s’évade du Grand Manoir. Kragoff et ses acolytes sont interceptés par Hulk et la Panthère noire dans Le pacifiste et emprisonnés à nouveau.
- La Gargouille grise (Paul Pierre Duval) : super-vilain ayant le pouvoir de changer ses ennemis en statue. Enfermé dans le Grand Manoir, il apparaît brièvement dans Le métal secret. Il rejoint les Maîtres du mal dans La pierre magique et, sur ordre de Zemo et Amora, transforme la reine Karnilla en statue de pierre. Il est toutefois doublé et tué par l’Exécuteur et l’Enchanteresse peu après.
- Le Laser vivant (Arthur Parks) : ennemi d’Iron Man. Il apparaît dans Le grand cataclysme [1/2], où il s’évade de la Voûte avec d’autres vilains. Il rejoint les Maîtres du mal dans La pierre magique et attaque Iron Man. À cette occasion, Parks se montre particulièrement agressif et semble peu se soucier des directives de Zemo. Il est vaincu par Tony à la fin de l’épisode. Dans L'heure de la vengeance, il est retrouvé par les Vengeurs, figé dans sa forme lumineuse, et enfermé dans une prison.
- Chemistro (Curtis Carr) : super-vilain. Il apparaît dans Le grand cataclysme [1/2], où il s’évade la Voûte. Il rejoint les Maîtres du mal dans La pierre magique et attaque Œil-de-Faucon. Toutefois, lorsque des créatures d’Asgard sont lâchées sur Terre, le vilain se montre surpris, ce qui indique qu’il ne connaissait pas les plans de Zemo et de l’Enchanteresse. Il est vaincu par Barton à la fin de l’épisode. Dans L'heure de la vengeance, Chemistro, en liberté, est capturé par l’Enchanteresse. Cette dernière cherche à retrouver Zemo et force Carr à lui révéler sa cachette (ce dernier lui donnera celle d’Arnim Zola), avant de le changer en statue d’or. Il est retrouvé par la police peu après et Iron Man indique qu’il est toujours en vie. Amora prend brièvement sa forme ensuite.
- Le Docteur Fatalis (Victor Von Fatalis) : dictateur de la Latvérie et grand ennemi des Quatre Fantastiques (en particulier de leur leader, Reed Richards). Dès le premier épisode, son assistante Lucia von Bardas collabore avec l’A.I.M pour le compte de la Latvérie. Fatalis est alors mentionné comme un vilain déjà connu par la communauté héroïque, mais se sert de son statut de dirigeant étranger pour empêcher les incursions de super-héros américains sur son territoire. Dans L'étrange plan de Fatalis, il envoie ses robots attaquer les Fantastiques et les Vengeurs simultanément et parvient à enlever la Femme invisible et la Guêpe, les enfermant dans sa base de Latvérie. À cette occasion, on peut constater que Fatalis est particulièrement intelligent, froid et sûr de lui, possédant aussi de grandes capacités au combat (il arrive à tenir seul face aux Vengeurs et aux Fantastiques réunis).
Lorsque les Vengeurs et les Fantastiques viennent libérer leurs amies, il leur résiste un moment et finit par les laisser partir, ayant, selon lui, obtenu ce qu’il voulait. Les dernières minutes de l’épisode le montrent en train de regarder des scanners du corps de ses prisonnières et constater que la Femme invisible est en réalité une espionne Skrull. Dans Infiltration, Fatalis rend visite à Tony Stark et lui offre un moyen de localiser les Skrulls, qui semblent contrarier ses projets de domination du monde.
- Le Technovore : intelligence artificielle issue d’une nanotechnologie créée pour voler des données. Il est toutefois devenu incontrôlable et s’est mis à tout dévorer sur son passage, ce qui a nécessité son emprisonnement dans la Voûte[50]. Il revient dans Seul contre A.I.M., en tant que prisonnier des agents de l’A.I.M., et est reprogrammé pour tuer Iron Man en lui prenant son Réacteur Arc, fixé à sa poitrine. La créature finit toutefois par se retourner contre ses maîtres et devient incontrôlable. Il est finalement vaincu par Tony et semble mourir après une surcharge d’énergie.
- William Cross : criminel et ancien complice de Scott Lang, apparaissant dans Ne m'appelez plus "L'Homme-Fourmi". Particulièrement cruel, il dirige un groupe de super-criminels et kidnappe Cassie Lang, la fille de son ancien partenaire, demandant une grosse rançon à Scott en échange. Lorsqu’il le voit vêtu d’un costume de l’Homme-fourmi, il change les termes de leur accord et décide de se servir de lui pour commettre de nouveaux braquages. Mais Cross et ses hommes sont confrontés aux Héros à Louer et à Hank Pym, qui l’arrêtent avec l’aide de Lang.
- Surtur : démon surpuissant et ennemi redoutable d’Asgard. Évadé des mines des Nains dans L'heure de la vengeance, Surtur prend le contrôle d’une armée de démons et réduit la sorcière Amora en esclavage, la poussant à affronter Thor et Beta Ray Bill dans La ballade de Beta Ray Bill. À la fin de la série, le sort de Surtur n’a apparemment pas été réglé et Amora est toujours sa servante.
- Michael Korvac : fugitif pourchassé par les Gardiens de la Galaxie. Il apparaît dans Les Gardiens de la Galaxie, où, après avoir atterri sur Terre en plein Central Park, il est amené dans le Manoir les Vengeurs par la police de New York, complètement désorienté. On découvre par la suite que Michael a été victime d’un enlèvement par des Krees, qui en ont fait leur cobaye et lui ont donné des pouvoirs avec un rayonnement cosmique durant deux ans. Soigné par la Guêpe et Jane Foster, il retrouve Corrina Walters, sa petite amie.
Mais il est à son tour retrouvé par les Gardiens de la Galaxie, qui combattent les Vengeurs pour leur reprendre Korvac. Star-Lord, chef des Gardiens, finit toutefois par expliquer aux héros que Korvac est complétement fou et a décimé des milliers de vies à lui seul. Ce dernier ne tarde pas à montrer sa véritable nature, maîtrisant les Vengeurs et les Gardiens. Les deux équipes s’allient alors et arrêtent Korvac.
Terrifiée par les pouvoirs et la folie de son compagnon, Corrina finit par le quitter, ce qui l’affaiblit considérablement et finit par le faire disparaître. Michael réapparaît toutefois à la fin de l’épisode, apparemment dans une autre dimension.
- Le Griffon (John Horton) : super-vilain. Emprisonné dans le Grand Manoir, il profite de l’évasion massive de l’épisode Le grand cataclysme [1/2] pour quitter sa cellule. Il réapparaît dans A qui se fier? et combat les Vengeurs. Il est finalement vaincu par Miss Marvel et enfermé. Son attaque avait toutefois été provoquée par Quake afin de créer une diversion et permettre à Nick Fury de contacter Iron Man et lui faire part de la présence d’espions Skrulls sur Terre.
- Le Hulk rouge (Thaddeus E. Ross) : militaire et ennemi de Hulk. Il apparaît, en tant que général Thaddeus Ross, dans Le retour de Hulk, où il traque sans relâche Banner avec ses troupes de « Hulkbusters » afin de l’enfermer dans le Cube, le jugeant trop dangereux pour être libre. Il est toutefois forcé de le laisser tranquille lorsqu’il rejoint les Vengeurs. Dans L'enfer rouge, Ross rencontre Maria Hill, directrice du S.H.I.E.L.D., et exige qu’elle lui remette l’échantillon de sang de Hulk conservé par le S.H.I.E.L.D., voulant s’en servir pour détruire son vieil ennemi. En effet, malgré les actes héroïques du Titan vert, le général n’a jamais digéré le fait que Hulk puisse être libre et membre d’une équipe de héros. Hill n’est toutefois pas dupe quant aux véritables intentions de Ross : il veut créer sa propre armée de Hulk et s’en servir à des fins militaires.
Peu après son départ, le Soldat Winter, infiltré dans la base du S.H.I.E.L.D., injecte un produit (du sang de Hulk mélangé à un autre élixir) à un mystérieux individu, qui devient le Hulk rouge. Ce dernier, en plus d’être aussi fort que le Hulk original, peut générer une forte chaleur à mesure que sa colère augmente. Il est d’abord confondu avec Banner et attaque Hill et ses agents, puis les Vengeurs. Le Hulk rouge capture Banner et le force à se transformer en Hulk après avoir mis les trois autres Vengeurs au tapis. Les deux colosses s’affrontent alors, pour le plus grand plaisir du Hulk rouge. Peu après, ce dernier s’enfuit et arrive à dissimuler son identité. Cette bataille permet toutefois au général Ross d’arrêter Hulk, suspect principal de l’affaire. On découvre à la fin de l’épisode qu’il est en fait soumis à Dell Rusk (en réalité le super-vilain Crâne rouge déguisé). 
Dans Code rouge, le Hulk rouge est envoyé par Dell Rusk pour affronter Thor. Mais il est vaincu par le Vengeur et, tandis que Rusk est confondu et enfermé, le Hulk rouge parvient à disparaître. Dans L'homme le plus dangereux du monde, Ross apprend avec colère que Hulk va être libéré sur intervention du Président des États-Unis en personne. Mais le Titan vert est mystérieusement manipulé et, à nouveau traqué, combat les Vengeurs, convaincu qu’ils l’ont trahi.
Les héros reçoivent alors l’aide providentielle du Hulk rouge qui combat Hulk et l’envoie en cellule. Il se propose également comme nouveau membre des Vengeurs, devenant un héros et étant désapprouvé par le général Ross. Incorporé chez les Vengeurs, il s’intègre vite à l’équipe. Toutefois, Captain America se méfie de lui et enquête sur lui, découvrant qu’il a, d’après ses capacités et ses tactiques de combats, un entraînement militaire. Le Captain remarque également qu’il a agi à un moment précis, lorsque Hulk était en phase de folie incontrôlée. En fouillant encore, Steve trouve finalement que son ami était manipulé par un implant, contrôlé à distance par le Hulk rouge.
Confondu par les héros, le Hulk rouge avoue avoir déclenché les crises de son homologue vert et combat alors les Vengeurs et Hulk, montrant à cette occasion son vrai visage : une brute sans pitié qui ne craint pas de mettre des vies innocentes en danger. Il est finalement maîtrisé par Iron Man (qui se méfiait également de son nouvel équipier). Les Vengeurs découvrent alors qu’il s’agissait en fait du général Ross, qui désirait discréditer Hulk et contrôler les Vengeurs. Ross reprend finalement sa forme humaine et se retrouve emprisonné, tandis Hulk retrouve sa liberté.
- Annihilus : créature résident dans la Zone Négative. Il apparaît à la tête d’une immense armée de créatures dans Attaque sur la 42 et attaque la 42, une prison pour super-vilains de la Terre située dans la Zone Négative. Vengeurs, agents du S.H.I.E.L.D. et détenus font alors front commun face aux milliers de créatures de la Zone mais perdent rapidement du terrain. Le lien mental d’Annihilus avec ses troupes est finalement coupé grâce à un procédé du Leader, ce qui le force à fuir avec ses créatures. Après son départ et la victoire des terriens, le Leader explique qu’Annihilus les voyait comme des envahisseurs de son univers et voulant anéantir toute forme de vie, a tenté de les éliminer.
- L’Homme-pourpre (Zebediah Killgrave) : super-vilain capable de contrôler la volonté des autres. Il apparaît dans L'empereur Stark, où il manipule Iron Man et les Vengeurs, les transformant en simples pantins à son service et créant un monde soumis à la technologie Stark, qu’il contrôle grâce à de nombreux satellites. Ses plans sont toutefois contrés par le réveil de Vision, placé en mode veille pour des réparations d’un mois. L’androïde retrouve alors ses amis et libère Captain America, puis Iron Man, du contrôle de Zebediah, ce qui permet son arrestation. Sadique et froid, il se révèle être totalement lâche face à plus puissant que lui, allant jusqu’à pousser Tony à battre Captain America, le tuant presque.
- Galactus : entité cosmique se nourrissant de planètes. Il est d’abord mentionné dans l’épisode Prisonnier de guerre comme étant le responsable de la destruction de Skrullos, planète natale des Skrulls. Il apparaît en chair et en os dans Tous ensemble !, où il se prépare à détruire la Terre pour assouvir sa faim. Constitué d’énergie pure, il est aussi extrêmement puissant, mais doit régulièrement s’approvisionner pour survivre., il met la Terre en danger. Il alors envoie ses Hérauts (Terrax, Air-Walker, Stardust et Firelord) construire plusieurs machines destinées à le nourrir en pompant l’énergie de la Terre et en la convertissant en antimatière. Cette méthode permet ainsi à Galactus d’absorber la planète entière.
Le Dévoreur de Mondes se heurte toutefois à la résistance des Vengeurs, aidés des autres héros de la Terre[51]. Ils s’organisent et parviennent à détruire les machines et éliminer les Hérauts. Galactus est alors forcé d’intervenir lui-même, réparant ses machines. Iron Man, Reed Richards, Doc Samson et Hank Pym décident alors d’expédier le Dévoreur dans la Zone Négative, remplie d’antimatière, qui lui permettrait de se nourrir du cosmos lui-même.
Malgré sa résistance, il est vaincu et envoyé dans la Zone, débarrassant ainsi l’Univers entier d’une terrible menace.

### Autres personnages
- Jane Foster : habitante de New York. Jane travaille comme auxiliaire médicale et rencontre Thor peu après son arrivée sur Terre (les deux développeront rapidement des sentiments l’un pour l’autre). Elle force l’admiration du dieu du tonnerre par son courage et son altruisme, n’hésitant pas à risquer sa vie face à des super-vilains pour secourir des blessés dans Thor le foudroyant. Ils se fréquentent davantage après la formation des Vengeurs, passant une soirée ensemble dans Le complot maléfique, au cours de laquelle Jane semble apprécier de plus en plus l’Asgardien. Elle intervient plusieurs fois auprès des Vengeurs par la suite par ses connaissances médicales : elle soigne Clint dans Le pacifiste, Korvac dansLes Gardiens de la Galaxie et d’autres Vengeurs dans Vision d'horreur. Dans Le pacifiste, elle se retrouve piégée dans le Manoir des Vengeurs, tombé sous le contrôle d’Ultron-5.
- Virginia « Pepper » Potts : employée de Stark Industries et assistante de Tony Stark (auquel ce dernier est très attaché). Elle guide souvent son patron dans ses missions mais, si elle comprend ses motivations, elle ne comprend pas pourquoi il préfère agir seul[52]. Courageuse et dévouée, elle devient rapidement une alliée fidèle des Vengeurs mais s’inquiète malgré tout de l’absence de Stark à la tête de son entreprise, ce dernier passant plus de temps à combattre le crime avec les Vengeurs qu’à gérer ses affaires.
- Odin : maître d’Asgard et père de Thor et Loki. Il est d’abord mentionné dans Le grand cataclysme [1/2], où il est dit qu’il doit régénérer ses pouvoirs avec son « Sommeil », laissant Asgard sans sa protection durant un certain laps de temps. Il ne s’entend pas bien avec son fils Thor, auquel il reproche de préférer le monde des humains à Asgard. En retour, Thor reproche à son père de manipuler les Asgardiens et de ne pas comprendre ses choix. En entendant les actes de son fils sur Terre (de la bouche de Loki déguisé), Odin pense que Thor prend les humains avec arrogance, les voyant comme des enfants, et qu’il est aussi tombé amoureux d’une mortelle, Jane Foster, ce qui accentue sa désapprobation envers Thor.
Dans Le plan machiavélique de Loki, Odin est emprisonné dans son Sommeil par Loki, qui lui en veut d’avoir tué son père biologique et de lui avoir caché ses véritables origines. Le dieu de la tromperie prend le contrôle d’Asgard avec ses armées et tente de prendre le plein contrôle des Neuf Royaumes. Il est toutefois stoppé par Thor et ses amis Vengeurs, venus en renfort de la Terre. Loki est finalement arrêté et Odin est libéré dans La bataille des Humains et des Asgardiens, offrant à cette occasion toute sa reconnaissance aux Vengeurs. Toutefois, l’inquiétude revient vite chez le roi d’Asgard lorsqu’il se rend compte que son vieil ennemi, le démon Surtur s’est échappé de sa prison dans l’épisode L'heure de la vengeance. Il réapparaît une nouvelle fois dans La ballade de Beta Ray Bill, où il offre le marteau Stormbreaker au guerrier Beta Ray Bill, qui s’est révélé digne de soulever Mjolnir, le marteau de Thor.
- Balder le Brave : ami de longue date de Thor et guerrier d’Asgard, à l’instar de Sif, Fandral, Volstagg et Hogun. Dans Le grand cataclysme [1/2], il vient voir Thor sur Terre et lui demande de revenir sur Asgard pour la protéger le temps que leur père, Odin, régénère ses pouvoirs, ce que le dieu du tonnerre refuse, préférant rester sur Terre. Il est également présent lorsque Thor et Odin réalisent que le démon Surtur s’est évadé de sa prison
- Sif : guerrière d’Asgard et amie de Thor, à l’instar de Balder, Fandral, Volstagg et Hogun. Elle sauve Hank et Janet des griffes des Géants des Glaces dans Le plan machiavélique de Loki et participe à la guerre contre les armées de Loki. Dans La ballade de Beta Ray Bill, elle s’allie à Thor et Bill contre les forces de Surtur.
- Ravonna : épouse de Kang le Conquérant. Pour la sauver d’une disparition certaine, Kang retourne au XXIe siècle pour y affronter Captain America, responsable d’une catastrophe temporelle. Désormais mourante, étant « victime de la destruction de sa flèche du temps »[53], elle est retrouvée par la Guêpe dans Kang le conquérant et ramenée sur Terre après la défaite de Kang pour être étudiée et soignée par Reed Richards, Hank Pym et Tony Stark. Dans L'étrange plan de Fatalis, elle apparaît brièvement dans le laboratoire de Reed Richards, dans le même état que dans Kang le conquérant.
- Eitri : roi de Nidavellir. Forgeron prodigieux, il est à l’origine de la conception de Mjolnir, l’arme de Thor. Il apparaît dans Le plan machiavélique de Loki, où il rencontre Iron Man, qui l’aide à vaincre le troll Ulik. Grâce à ses forges, Tony parvient à se construire une nouvelle armure pour affronter les forces du dieu de la tromperie et aider son ami à reprendre le contrôle d’Asgard. Dans La ballade de Beta Ray Bill, les Asgardiens font appel à lui pour construire une arme semblable à Mjolnir pour le guerrier Beta Ray Bill. Il utilise alors les derniers morceaux d’Uru de ses forges en échange d’un service de Thor et forge le Stormbreaker. Eitri se montre toutefois quelque peu réticent, car les Asgardiens n’ont pas défendu son royaume lors de l’évasion de Surtur, qui a causé de gros dégâts dans les forges.
- Abigail Brand : agente du S.W.O.R.D. Elle travaille avec Miss Marvel dans Bienvenue dans l'Empire Kree et fait face à une invasion des Krees. Durant la bataille, elle se montre courageuse et déterminée, luttant contre les Krees et se révélant avoir également des pouvoirs. Elle délivre aussi Sydren, esclave des Krees doté de connaissances en technologies, et lui propose de travailler pour le S.W.O.R.D. afin de sauver la Terre, ce que ce dernier accepte. Ses origines restent mystérieuses, car elle est apparemment non-humaine (ce qui expliquerait ses pouvoirs). Dans Opération tempête galactique, elle aide une nouvelle fois les Vengeurs face à l’armée des Krees, prête à détruire le Soleil et éliminer la vie sur Terre pour prendre leur revanche.

## DVD
L'intégralité des épisodes de la série est sortie sur le support DVD (DVD-9 Keep Case), le 2 octobre 2013, éditée par Marvel et distribuée par The Walt Disney Company France. Le ratio écran est en 1.78:1 panoramique 16:9. L'audio est en Français 2.0 et Anglais 5.1 avec présence de sous-titres français et anglais. Il s'agit d'une édition Zone 2 Pal.
- Avengers : l'équipe des super-héros !, volume 1 : L'union des héros. Les 7 premiers épisodes de la série sont présents. En bonus, les premières images de la saison 2 : nouveaux looks et nouveaux héros[54].
- Avengers : l'équipe des super-héros !, volume 2 : Le retour de Captain America. Les 6 épisodes suivants de la saison 1 sont présents. En bonus, les premières images de la saison 2 : nouveaux looks et nouveaux héros[55].
- Avengers : l'équipe des super-héros !, volume 3 : Iron Man lance l'assaut. Les épisodes 14 à 19 de la saison 1 sont présents. Pas de bonus[56].
- Avengers : l'équipe des super-héros !, volume 4 : L'ultime combat de Thor. Les épisodes 20 à 26 de la saison 1 sont présents. Pas de bonus[57].
- Avengers : l'équipe des super-héros !, volume 5 : L'attente du combat. Les 7 premiers épisodes de la saison 2 sont présents. Pas de bonus[58].
- Avengers : l'équipe des super-héros !, volume 6 : L'invasion secrète. Les épisodes 8 à 14 de la saison 2 sont présents. Pas de bonus[59].
- Avengers : l'équipe des super-héros !, volume 7 : La bataille pour l'univers. Les épisodes 15 à 20 de la saison 2 sont présents. Pas de bonus[60].
- Avengers : l'équipe des super-héros !, volume 8 : La fin de l'Humanité. Les épisodes 21 à 26 de la saison 2 sont présents. En bonus : Les meilleurs coups et parades de Avengers ; Des Avengers pleins d'humour[61].